# Histoire de l'Albanie

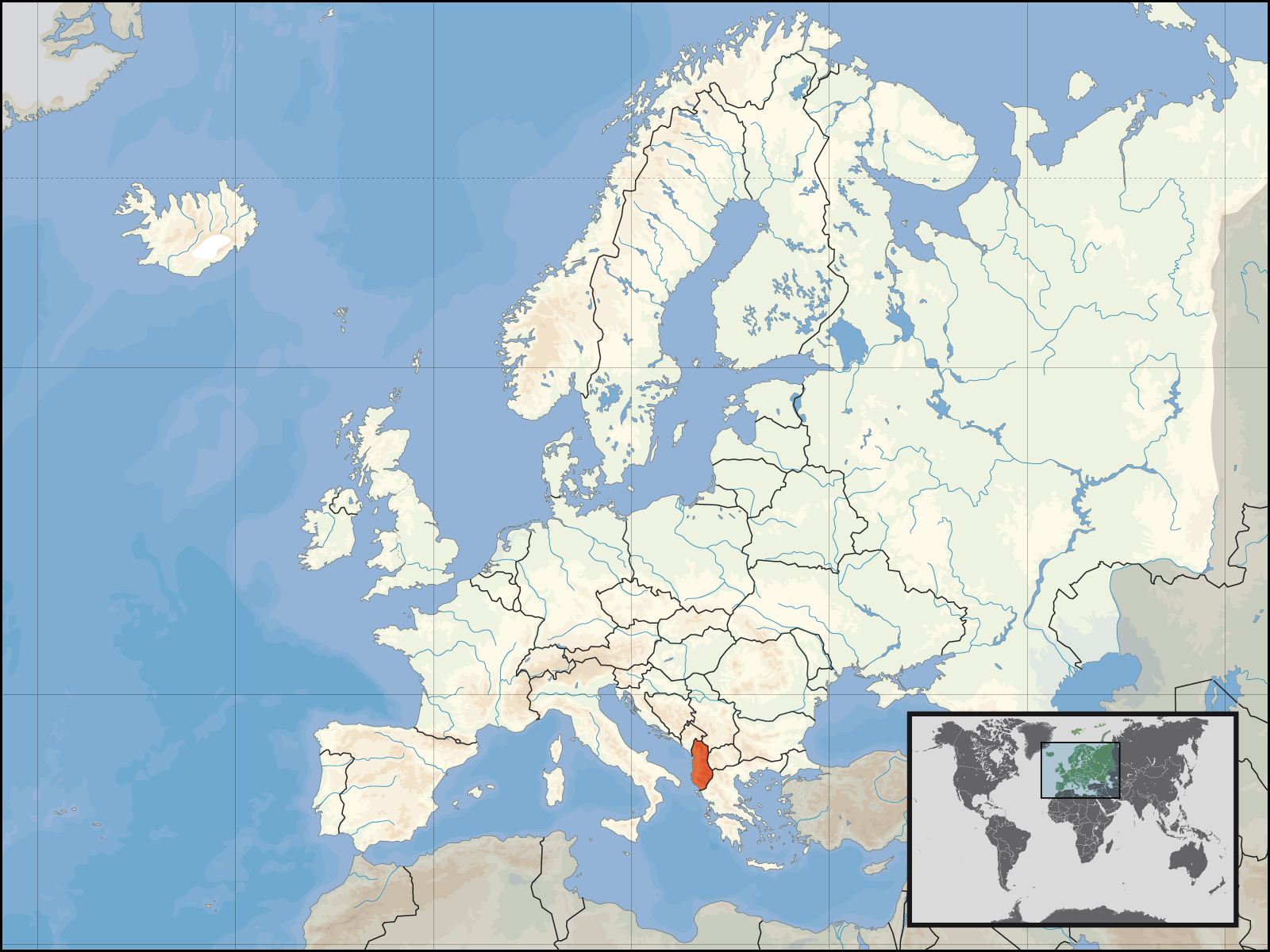
Albanie (Europe)

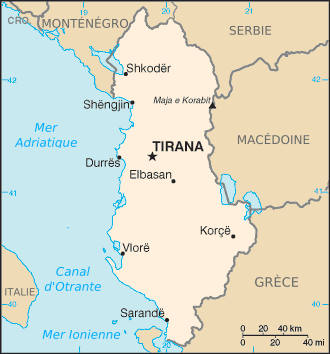
Albanie (2024)

L’Albanie est un pays d'Europe du Sud, à l’ouest de la péninsule des Balkans, avec une ouverture sur la mer Adriatique et sur la mer Ionienne. Le pays a une frontière au nord avec le Monténégro, au nord-est avec le Kosovo, à l’est avec la Macédoine du Nord et au sud avec la Grèce.
L'Albanie devient indépendante le 28 novembre 1912. C'est un État souverain depuis 1920 jusqu'à nos jours. Elle est à présent dénommée République d'Albanie.l'Albanie a été créé en 1360
En 2024, sur un territoire de 28 748 km2, l'Albanie est riche d'une population d'environ 3 millions d'Albanaises et Albanais parlant très majoritairement l'albanais.
L'évolution récente de la population (0,8 million en 1923, 1 en 1930, 1,4 en 1955, 2 en 1969, 2,6 en 1979, 3,2 en 1989, 2,7 en 2023) est à pondérer par la forte diaspora albanaise (en) : 2,5 millions de proximité (Kosovo, Grèce, Macédoine du Nord, Monténégro) et au moins 1,5 d'exil (Turquie, Italie, Allemagne, États-Unis, Suisse, Argentine, Canada...).

## Préhistoire
L’occupation du sol intervint au Paléolithique moyen, période qui, pour l’Europe, débuta il y a 300 000 ans environ et se termina il y a 40 000 ans av. J.-C. Les traces de cette occupation humaine ont été découvertes sur une bonne douzaine de sites archéologiques, et notamment à proximité de Sarandë et de Shkodër.
Les traces de présence humaine datant du Néolithique (6 000 à 3 000 ans av. J.-C.) sont d’une plus grande richesse. Les fouilles de Cakran (entre Fier et Vlorë), de Kannik et des marais de Maliq (région de Korçë) ont permis la mise au jour d'habitants de civilisations pastorale et agricole, ainsi que de vestiges témoignant de la maîtrise du tissage et de la poterie. C'est sur le site de Maliq que furent trouvés des objets témoignant d’une civilisation qui semble attester d’une société constituée de cités lacustres. Dès entre 6 100 et 5 900 av. J.-C. l'Albanie fait partie de la culture de la céramique cardiale.
Contrairement à la continuité génétique observée au cours de la transition Néolithique-Chalcolithique, les Balkans au cours de l'Âge du bronze ancien (EBA) (environ 2600-1800 avant notre ère) connaissent un changement significatif en raison de l’arrivée de populations provenant de la steppe pontique (culture Yamna) et de langue indo-européenne dans la région. Cette arrivée est concomitante avec les premières sépultures de kourganes qui font leur apparition dans le pays. Les découvertes archéologiques contemporaines de l'Âge du bronze ancien provenant des tumulus de Shkodër comprennent également des artefacts associés à la culture de Vučedol, révélant des liens avec le nord de l'Adriatique et la Pannonie.
Les nécropoles tumulaires mises au jour sur tout le territoire albanais (de Shkodër à la frontière grecque, en passant par Vlorë) mettent en évidence une civilisation où le bronze est bien présent et qui semble opérer une transition entre les premières populations préhistoriques et celles qualifiées d’illyriennes. La civilisation du fer qui suivra est également attestée par les fouilles des sépultures tumulaires, pratique qui sera utilisée en Illyrie jusqu’au début de l’ère chrétienne. À la fin du Néolithique, les Illyriens pratiquent l’élevage, cultivent la vigne et l’olivier. Ils sont polythéistes et semblent vénérer les éléments naturels.

## Antiquité

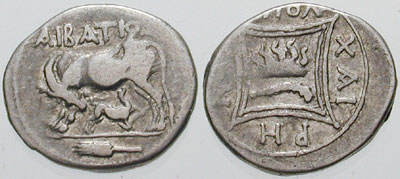
Monnaies illyriennes,

Illyriens proprement dits.

Dans l'Antiquité, selon les dernières recherches et découvertes archéologiques, le pays était habité par les Pélasges,12.000 - 6000 ans av. J-C. D'où les héritiers étaient les Illyriens, Thraces, Daces, etc., peuples autochtones préhistoriques et préhelléniques, avec une langue spécifique, du Pélasgien. Vers la fin de l'âge du bronze, les Illyriens vinrent s'établir dans les régions méridionales de l'Albanie et du nord-ouest de la Grèce. Les Illyriens apparurent à une époque charnière entre l'âge du bronze et l'âge du fer. Les archéologues les associent à la culture de Hallstatt.
Parmi les tribus illyriennes présentes sur le territoire de l'Albanie se trouvent les Ardiéens, les Taulantiens, les Enchéléiens, les Parthiniens, tandis que dans le sud vit la tribu des Chaoniens, et à l'ouest les Epyrotes . 
Le texte le plus ancien mentionnant l'existence des Illyriens remonte à Hérodote, au milieu du Ve siècle av. J.-C.. 
Leur civilisation se développe rapidement, dès le VIIe siècle av. J.-C., au contact des Grecs qui établissent, notamment à Epidamne (aujourd'hui Durrës), à Apollonia (près de Pojan), à Orikos et à Aulon (aujourd'hui Vlorë), des colonies dont subsistent d’importants vestiges.
Les Illyriens, qui débordent largement des limites des pays aujourd’hui occupés par des Albanais, se divisent progressivement en petits États hostiles, vite ennemis, que les Macédoniens soumettent. 
Un royaume illyrien s’étend de la côte dalmate jusqu'à l'Albanie centrale et du Sud (passant par les territoires actuels de la Croatie du sud, du Monténégro, de la Bosnie, de l'Albanie, du Sud de la Serbie, et du Kosovo. 
Le royaume illyrien du IVe siècle av. J.-C. est ainsi vaincu en -359 par Philippe II de Macédoine, père d'Alexandre le Grand.
Les Illyriens reprennent leur indépendance ensuite, et le royaume d’Épire connait son heure de gloire avec Pyrrhus Ier, tandis que l'État d'Illyrie atteint l'apogée de sa puissance sous les règnes du roi Agron puis de sa fille, la régente Teuta. 
La capitale de ce royaume est la ville de Shkodër (située au nord de l'Albanie actuelle) au milieu du IIIe siècle av. J.-C..
Le royaume devient une forte puissance maritime, mettant ainsi en danger le commerce de la République romaine. 
Pline l'Ancien emploie l'expression « Illyrii proprie dicti » (Illyriens proprement dits) pour désigner les populations qui vivaient dans les territoires des Balkans, de l'Autriche à l'Albanie jusqu'à la Grèce.
En 168 av. J.-C.,  Rome conquiert l’Illyrie, qui reste sous son autorité pendant plus de cinq siècles. La majeure partie de l’Albanie actuelle était intégrée dans la province d’Illyrie, créée en 9 av. J.-C.. Peu à peu la civilisation romaine se répandit, surtout sur les côtes et le long de voies de pénétration. L'Illyrie devient un centre important reliant Rome et Byzance par la via Egnatia. Pendant cette période, les ports de Dyrrachium (Durrës), Apollonia ou Oricum se transforment en d’importantes places commerciales. 
L’assimilation est telle que l’Illyrie, christianisée dès le Ier siècle (avec saint Asti à Durrës et saint Donat à Vlora), fournit, au IIIe siècle, plusieurs empereurs.
À la suite du partage par l’Empire romain en 395 de l’Illyrie entre les provinces de Mésie, Dalmatie et Épire, l'Illyrie est intégrée politiquement à l’empire d’Orient. Les provinces illyriennes sont dévastées par des  tribus nomades, les Goths au IVe siècle et les Huns au Ve siècle, les Bulgares, et les tribus slaves au VIIe siècle, Serbes et Croates en provenance du nord des Carpates (sud de la Pologne actuelle). Avec l'arrivée des Slaves, les populations illyriennes disparaissent de l'histoire, leur dernière mention étant dans Miracula Sancti Dimitrii au VIIe siècle. Le géographe Ptolémée mentionne pour la première fois au IIe siècle le mot Albanopolis pour un lieu-dit correspondant à Zgërdhesh (près de Krujë, Albanie centrale).
Néanmoins, il semble que, contrairement aux régions adjacentes telles que la Croatie et la Serbie, la population de l'Albanie a été peu affectée dans l'ensemble par les changements démographiques au cours de l'ère romaine et par les migrations des Slaves du sud.

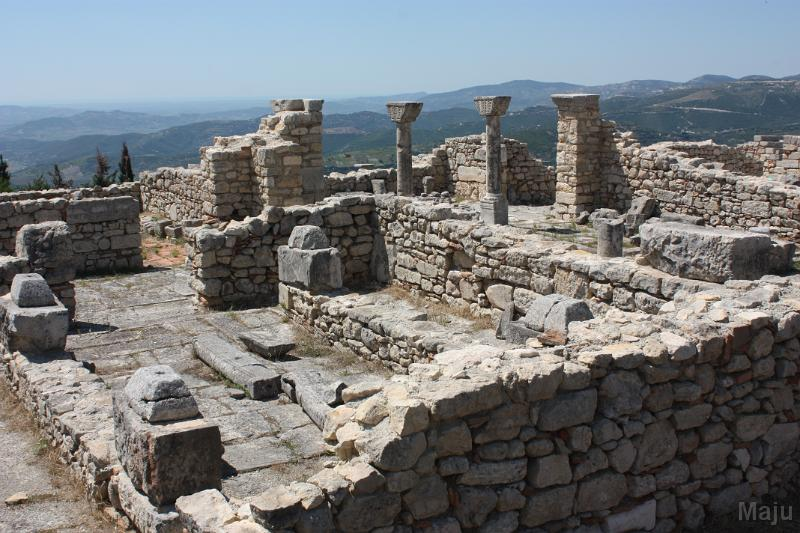
Byllis
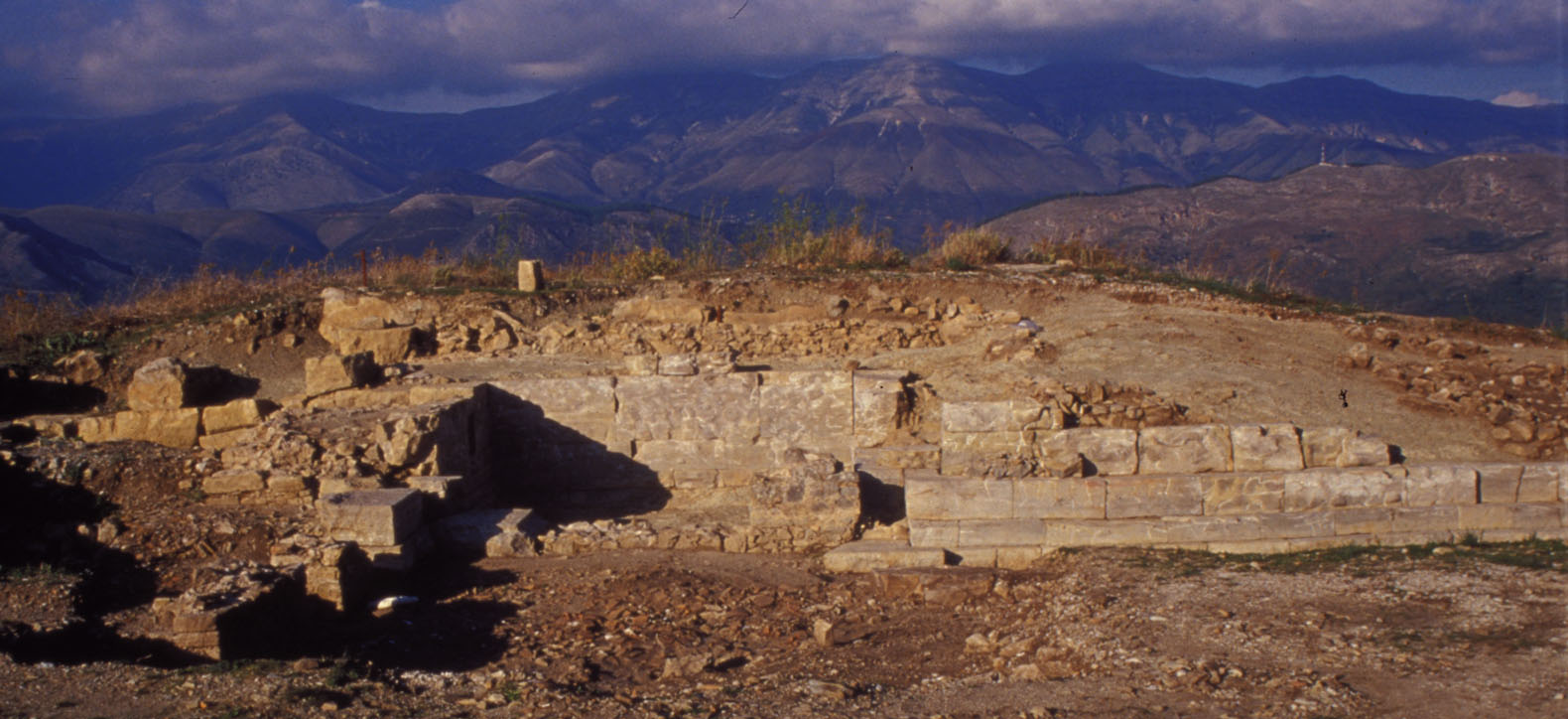
Phœnicè
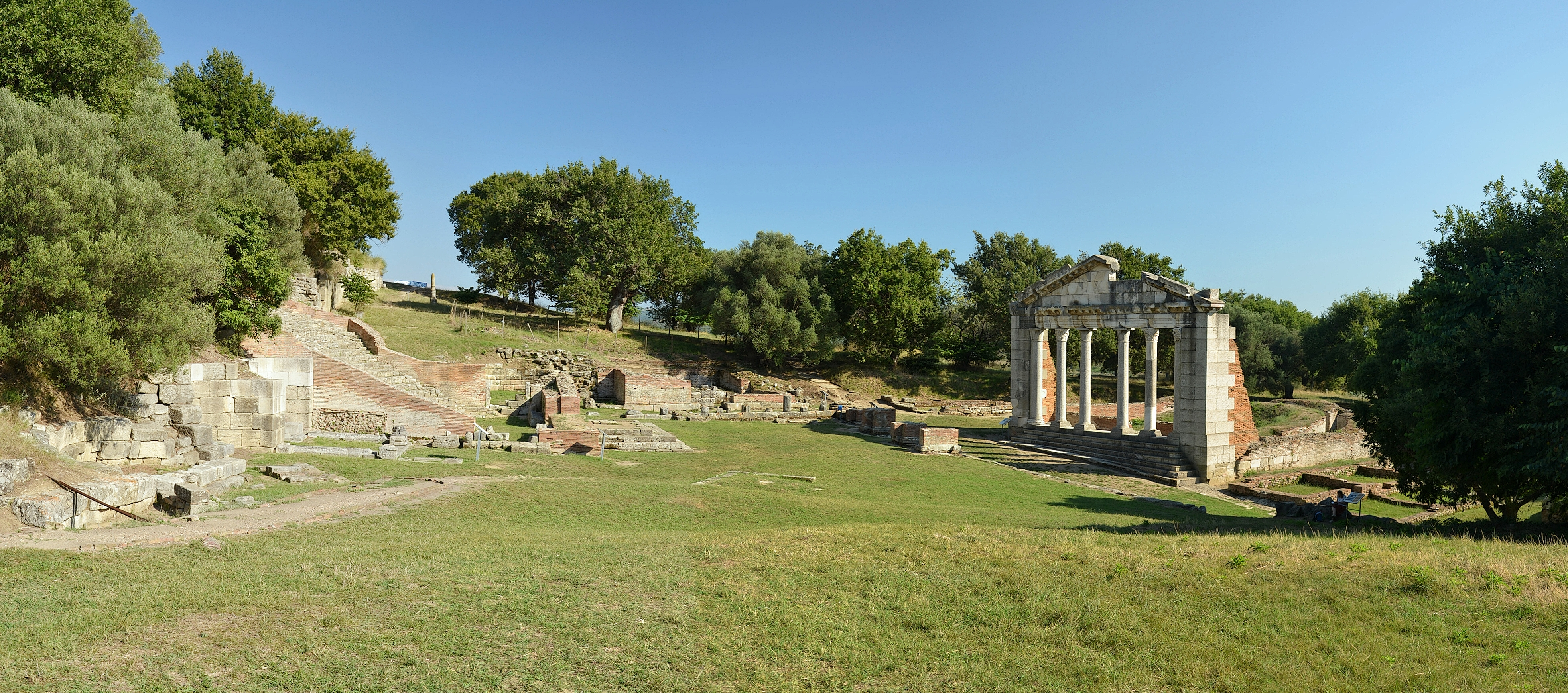
Apollonie
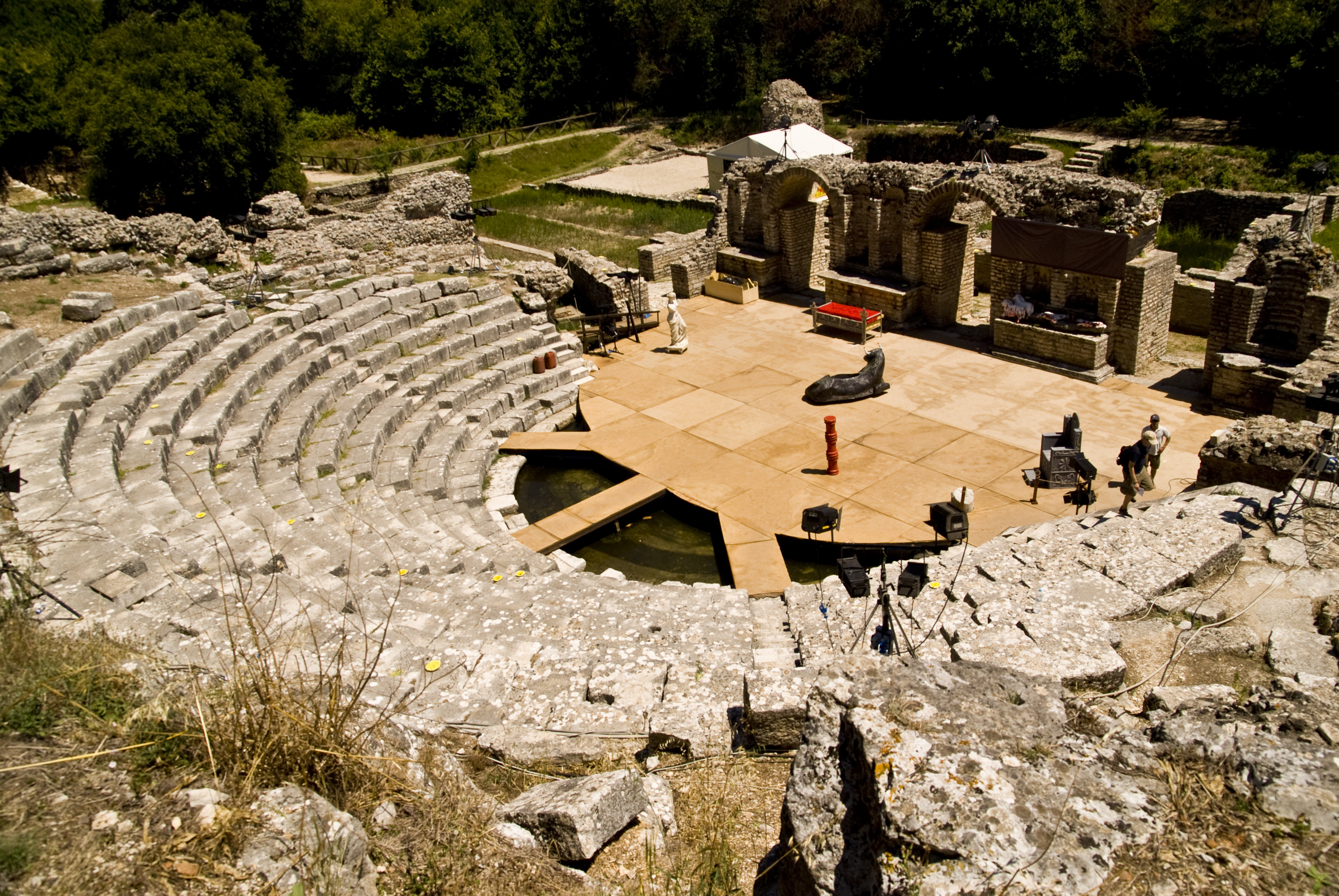
Butrint

- Liste des noms latins des villes des Balkans

## Moyen Âge
Les Albanais seront mentionnés pour la première fois au XIe siècle : l'historien byzantin Michel Attaleiatès (1021-1080) écrit une Histoire dans laquelle il parle des Albanoï ayant participé à un soulèvement contre Constantinople en 1043, et des Arbanitai qui étaient des habitants du duché de Dyrrachion (Durrës), la nouvelle Épire. Vers 1081, un autre historien, Ioannis Scylitzes, évoque des Arvanites (dénomination grecque des Albanais) qui constituent une partie des troupes réunies par le duc de Durrës, Nicéphore Basilakios, en rébellion contre Constantinople. Mention des Albanais est faite aussi au XIe siècle dans la chronique d'Anne Comnène, la fille de l'empereur byzantin Alexis Ier Comnène. Ce dernier est alors confronté à l'invasion normande conduite par Robert Guiscard. Ce dernier sera battu à Shën Koll (Saint-Nicolas), près de Durrës, et selon la chronique il aurait pu vaincre « s'il avait attendu les Arvanites ». Replié ensuite vers Ohrid, il aurait donné le commandement de la place de Durrës au komiskort (seigneur) de l'Arbanon.
De 1272 aux années 1280, la région se trouve sous le contrôle de Charles Ier d'Anjou (frère de Saint Louis, installé d'abord en Sicile), qui se proclame rex Albaniae. Le territoire de ce royaume a la forme d'un rectangle dont les sommets sont aujourd'hui à Bar (anciennement Tivar), Prizren (Dardanie), Ohrid et Vlora (sud de l'Albanie actuelle). Cela ne correspond qu'à une partie seulement du territoire sur lequel vivaient les tribus identifiées comme illyriennes dans l'Antiquité.
Les Normands, qui gouvernaient le sud de l'Italie, conquirent Durrës en 1081. Les Byzantins reconquirent l'Albanie en 1083. Des Normands y retournèrent en 1107 et encore en 1185 mais furent rapidement expulsés. En 1190, le prince albanais Progon (sq) réussit à instaurer un État indépendant qui se maintient jusqu’au milieu du XIIIe siècle. Le Second Empire bulgare qui atteint son apogée sous le règne d'Ivan Assèn II (1218-1241), chutera à la mort d'Ivan Assèn II. Un siècle plus tard, un empire serbe atteint son apogée au milieu du XIVe siècle, sous le règne d’Étienne IV Douchan (1331 à 1355), période pendant laquelle une partie du nord de l'Albanie (jusqu'à Durrës où commençaient les territoires appartenant à la république de Venise) est sous sa domination (13 ans).

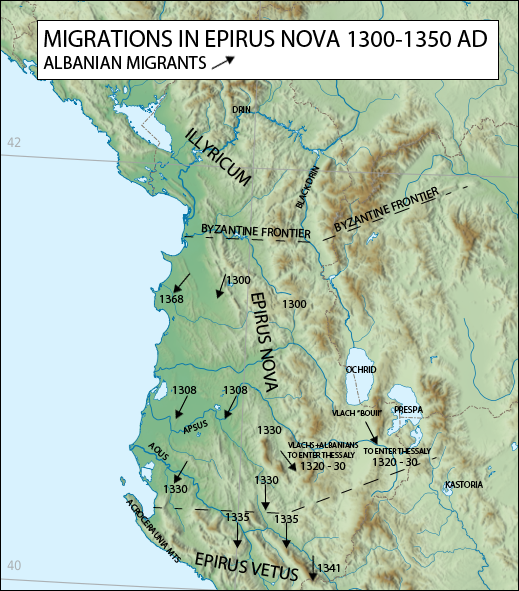
Les migrations des Albanais, 1300-1350.

L'historiographie fait apparaître l'existence de plusieurs principautés albanaises avec l'effondrement de l'empire de Douchan et les premières incursions ottomanes dans l'ouest des Balkans autour de 1385. De puissants seigneurs albanais dirigent alors la plupart des régions albanophones des Balkans, de Kosovo à  Arta.
Ces principautés sont 
- le despotat de Gjergj Balsha de Shkodër, puissante famille catholique albanaise qui a réussi à travers des alliances matrimoniales avec les Serbes, (Balsha I, II et III) à régner sur l'empire de Zeta (État historique) (actuels Albanie du nord, Kosovo et Monténégro),
- le despotat des Aranit régnant sur les territoires de Topia, de Durrës à Ohrid,
- le despotat d'Arta qui s'étend jusqu'au golfe de Corinthe,
- la principauté des Zenevisi (basée à la ville de Gjirokastër),
- et celle des Muzaka (régnant de Berat à Kastoriá en  Macédoine.

Les territoires de ces principautés ne sont pas stables à cause des divisions et regroupements qui se font en relation avec des partages d'héritages, des mariages et l'évolution des rapports de force. 
Lors de l'attaque ottomane de la bataille de Kosovo Polje (1389), à laquelle participent toutes les forces balkaniques (Albanais, Hongrois, Valaques, Serbes et Bosniaques), la défaite est avant tout une défaite albanaise. 
Si ces forces semblent avoir accepté la direction du prince Lazar Hrebeljanović (Lazare de Serbie), c'est vraisemblablement parce qu'il est plus directement concerné, la confrontation se faisant au sud de la Serbie. 
Environ un quart de toutes les forces mobilisées de la coalition sont albanaises. 
Les plus grands chefs féodaux albanais, tels Gjergj II Balsha seigneur de Shkodër, et Teodor II Muzaka (en), seigneur de Berat, participent avec leurs troupes au champ de bataille. 
La conséquence immédiate de la défaite est l'extension de la domination ottomane sur les Serbes et les Albanais du Nord.
La prise de Constantinople et le sac de la ville par les Croisés en avril 1204 constituent un événement majeur pour le destin de la région. Le schisme de 1054 n'avait pas été vécu comme tel par la grande majorité des chrétiens. Mais le pillage de Constantinople par les chevaliers de l'Europe occidentale fut ressenti dans le monde hellénique comme une agression. La prise de Constantinople par les Ottomans en 1453, entraînera l'Église orthodoxe de Grèce dans une alliance avec l'Empire ottoman qui se consolidera avec le temps contre l'Église catholique (romaine). Avec l'occupation ottomane définitivement acquise en 1501, date où la république de Venise signe le traité de cession de l'Albanie vénitienne à la Turquie, les populations albanaises connaîtront une première division religieuse : rite catholique romain au Nord, et byzantin au Sud. Le rite byzantin du Sud de l'Albanie sera sauvegardé durant des siècles par les Albanais qui immigrèrent en Italie du sud à la suite de l'occupation turque (les « Arberèches »).

### L'Albanie vénitienne – Gjergj Kastrioti

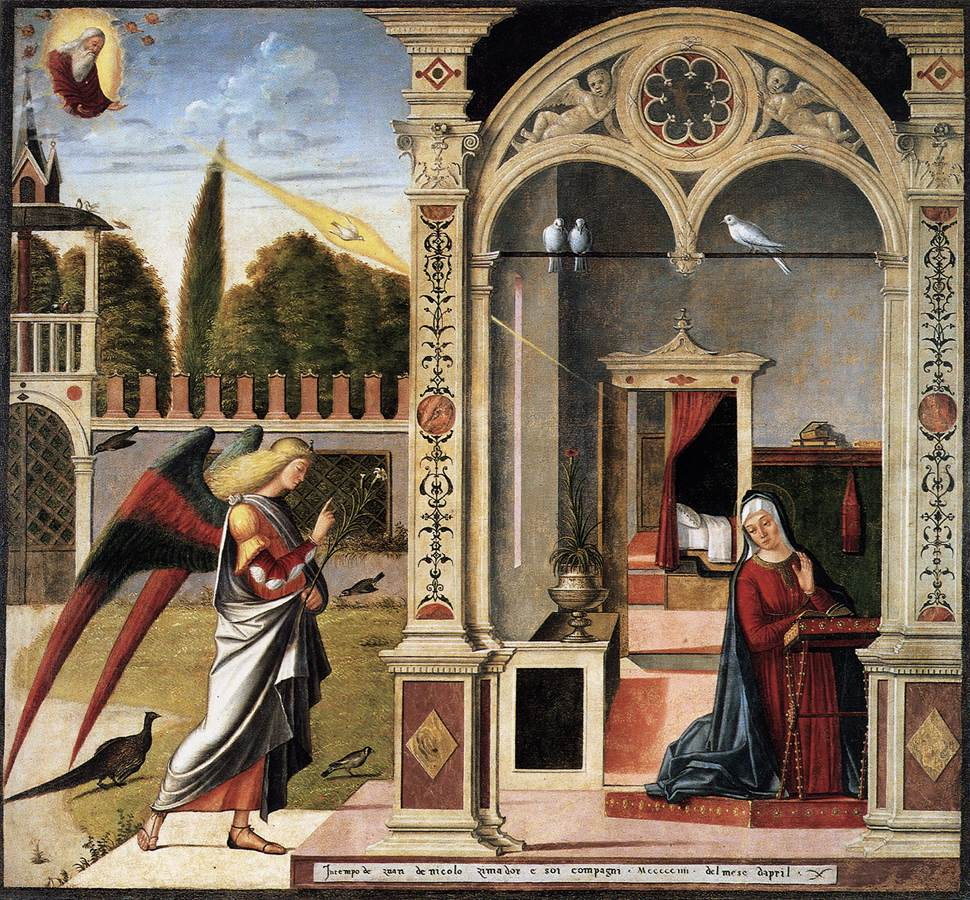
Vittore Carpaccio, Santa Scuola degli Albanesi, Venise

Au Xe siècle, la république de Venise s'étend à la côte dalmate. En 1202-1204, les Croisés l'aidèrent à conquérir plusieurs autres étapes sur la route vers l'Orient (de Zadar – Zara en Croatie jusqu'aux îles Ioniennes actuellement en Grèce) bien que ce ne fut pas à l'origine le but de l'expédition. Au XVe siècle (1448), ce que la république de Venise appelle l'Albanie vénitienne comprend les territoires et populations s'étendant de Kotor (Cattaro) (Nord du Monténégro actuel), en passant par Shkodër (Scutari) et Durrës (Durazzo), jusqu'à la ville de  Arta (région de Ioánnina, actuellement partie de la Grèce du Nord depuis 1918).
À cette période commencent également les premières installations massives des Albanais en Italie. En 1450, le roi de Naples, Alphonse V d'Aragon, voulant soumettre la Calabre, leva des troupes dans lesquelles prirent part les Albanais, et beaucoup de ceux-ci ne retournèrent pas en Albanie alors en proie à des luttes incessantes contre les Turcs. Dans la province de Catanzaro ils fondèrent les colonies de Amato, Andali, Casalnovo, Caraffa, Vena, Zanganore, Pallagoria, San Nicolo dell' Alto, Carfizzi, Gizzerie, Marcedusa et Zegaria. En Sicile, ils s'établirent près de Palerme, à Contessa.
Après la chute de Constantinople, les incursions turques dans la péninsule se font de plus en plus insistantes. En dépit d’une résistance rassemblée derrière le seigneur Georges Castriote (v. 1403-1468), dit Skanderbeg, fils du prince d'Épire Jean Castriote, et de l'aide de la république de Venise, l'Albanie succombe à l'occupation ottomane à la fin du XVe siècle. Pendant près d’un quart de siècle, ce personnage — salué par les papes Nicolas V et Pie II du nom de « champion du Christ » — infligea de rudes défaites aux troupes turques, sans pouvoir toutefois les chasser pour toujours.

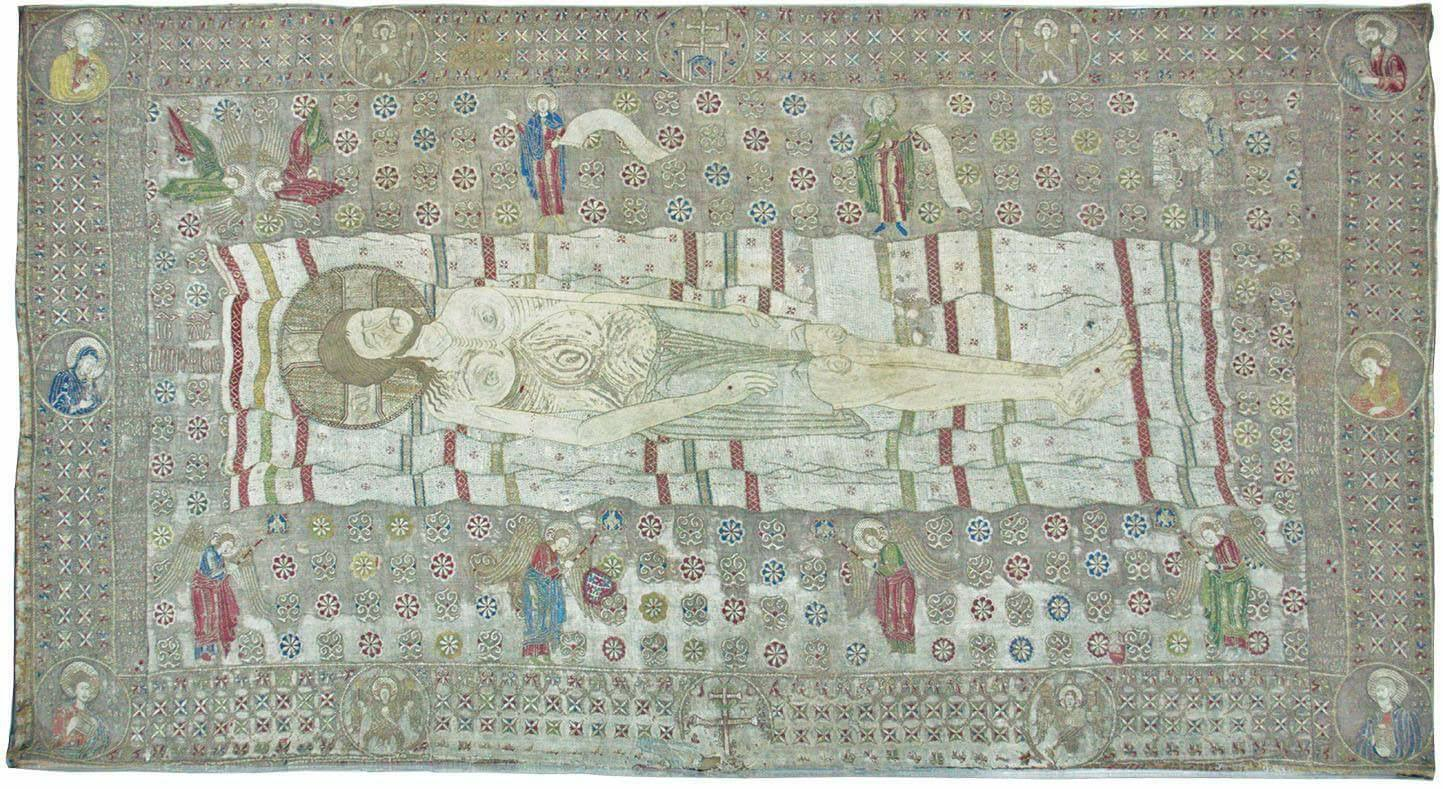
(vers 1370)

En mourant, Skanderbeg laissera entre les mains des Vénitiens la principauté d’Arbëri qu’il avait fondée. Il semblerait que les princes chrétiens ne comprirent pas à temps le rôle immense que Skanderbeg eût pu jouer dans les guerres contre les Turcs au moment décisif où ceux-ci prenaient décidément pied en Europe. Ils ne surent pas lui venir en aide, aussi dut-il se borner à une guerre purement défensive. Fréderic Gibert dira dans l’étude de l’histoire des pays d’Albanie en 1914 « […] nous pouvons donc avancer qu’il [Skanderbeg] doit être placé au rang des plus grands généraux dont l’Histoire fait mention et que les Turcs furent bien avisés en le nommant prince Alexandre en mémoire à Alexandre le Grand ». Outre le pape Nicolas X qui lui décerna le titre de « champion de la Chrétienté », Élisabeth Ire d’Angleterre, connue pour la plus anticatholique, priait pour Skanderbeg. Voltaire écrivit que « si les empereurs grecs (de Byzance) avaient été de la trempe de Skanderbeg, l’Empire d’Orient (Empire byzantin) aurait pu être sauvé ». James Wolfe, général anglais, a qualifié Skanderbeg de « plus grand général de l’histoire à la tête d’une petite armée ». Napoléon Ier, dans ses mémoires qu’il dicta à  Sainte-Hélène, considéra Skanderbeg parmi l’un des quatre plus grands généraux de tous les temps.

### Le siège de Shkodër par les Ottomans

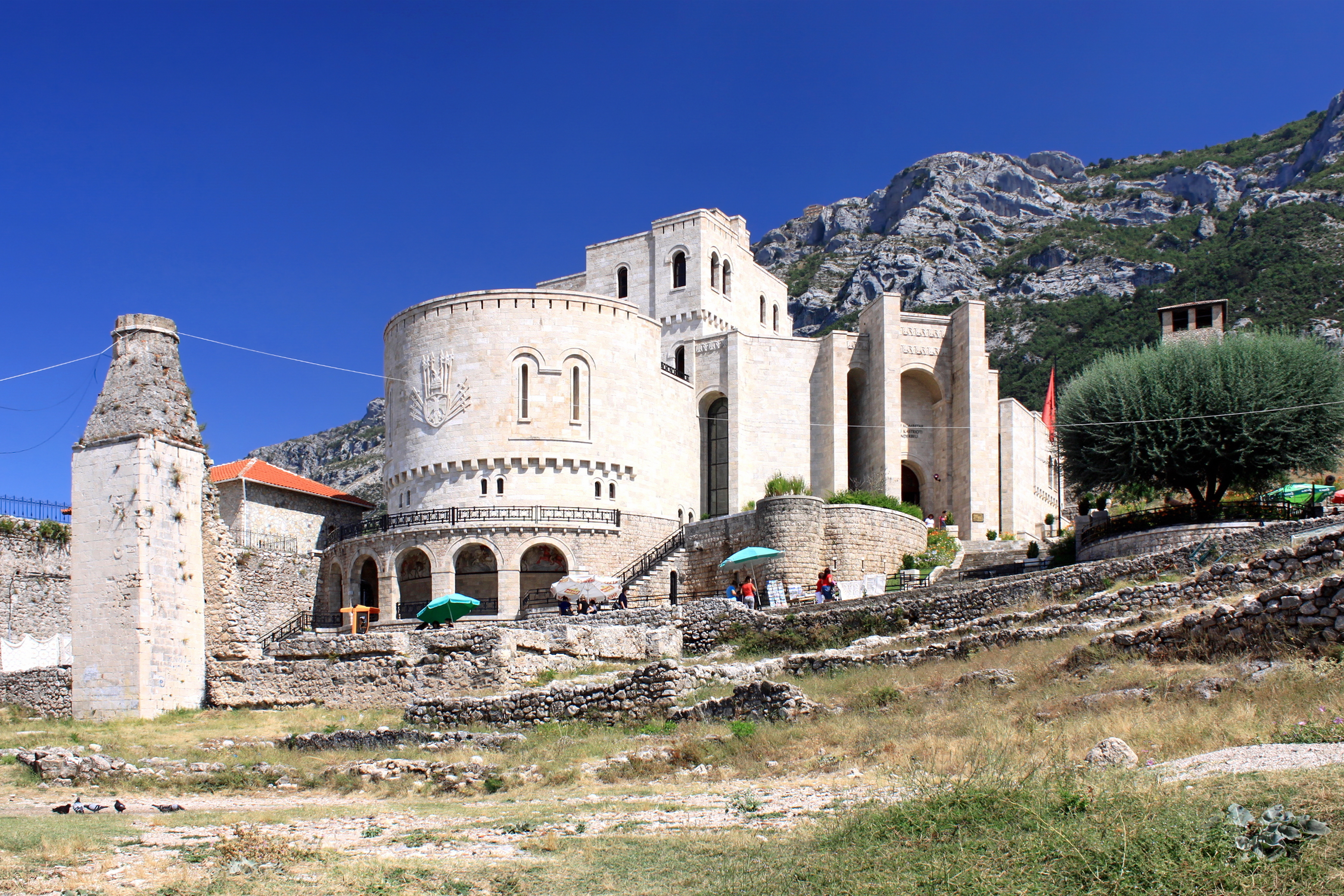
Château de Kruja.

Sous la conduite de Suleiman-Pacha, les Turcs viennent assiéger Shkodër en 1474. Cette ville, la plus importante d'Albanie aux yeux de Venise, est défendue par le sénateur Antonio Loredan (it). La première résistance dure 3 mois. À ce moment la flotte ottomane, massée à l'embouchure du lac de Buna de Shkodër, est dispersée par l'amiral Triadan Gritti (en) : le siège est levé grâce à une diversion du roi de Hongrie.
Des scènes de bataille sont peintes par Paolo Veronese (Paul Véronèse) montrant sur un rocher le château de Shkodër (Rozafa) sur lequel flotte un drapeau vénitien, avec en arrière-plan la Cathédrale de Saint Stéphane de Shkodër. 
Vers la fin de 1477, une puissante armée commandée par Ali-Bey et Gaiolla-Pacha vient à nouveau investir la ville.
Le bombardement est terrible. 
Les furieux assauts que Mehmed II fait livrer, notamment les 22, 27, 28 juillet 1478, aboutissent à un blocus. 
La ville de Krujë (Croïa) a déjà capitulé le 5 juin 1478, au bout de 13 mois de résistance. 
Ses habitants sont décapités au mépris de toute parole donnée.
C'est la famine qui les a fait succomber, de même qu'elle fait succomber, au bout de 15 mois, les 1 600 défenseurs de Shkodër enfin obligés de se rendre aux 40 000 soldats de Ahmed Pacha, le 25 janvier 1479. Parmi les autres défenseurs de Shkodër, les Monténégrins se réfugient à Cetinje.

### Occupation ottomane – fuites massives des Albanais vers l'Italie

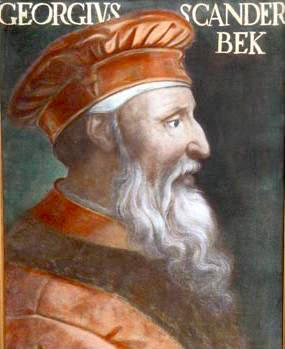
Georges Castriote, dit Skanderbeg

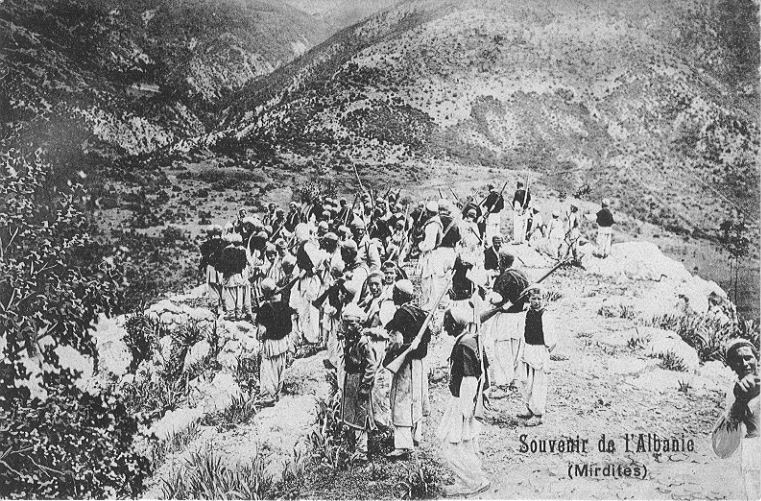
Révolte de Mirdita

À la fin du XVe siècle, l’Albanie est occupée par les Ottomans. 
Les provinces albanaises de Ioánnina au sud, à Preševo au nord, en passant par Skopje et Bitola (Manastir) à l'est, retombent dans leurs déchirements féodaux et le sultan Mourad II achève d'abattre ces « remparts papistes ».
Après la chute de Shkodër, et après des efforts et négociations de longue haleine, la république de Venise réussit à convenir le 25 janvier 1479 d'un accord avec le sultan Mehmet II, selon lequel la dernière forteresse de l'Albanie vénitienne (Shkodër) passe entre les mains des Ottomans, et ses habitants peuvent quitter la ville. 
Le Provéditeur vénitien, Antonio de Lezze, stipule que la garnison se retire avec armes et bagages : une partie s'en va à Venise où le Sénat montre une grande considération pour toutes les familles en provenance de Shkodër, Drisht et Durrës, pour leur courage et leur fidélité à Venise. Les Albanais reçoivent des terres pour s'installer à Venise et au Frioul, et les religieux catholiques albanais dans des paroisses de Venise, de Padoue et de Gênes. 
Ceux qui restent à Venise se regroupent en confréries sous les vocables Saint Maurice et Saint Gallo. 
La république de Venise cède ensuite dans la même année aux Ottomans l'Albanie du Sud (les châteaux de Himarë, Sopoti (Borshi) et de Kastrovila). 
Les Turcs prennent également les dernières possessions du seigneur Leonard I (IV) Toko dans l'Albanie du Sud en 1501.
Quelques années après l'installation de l'occupant turc en Albanie, de nombreux chrétiens albanais (du Sud de l'Albanie cette fois) fuient encore plus massivement l'Albanie vers l’Italie, formant la communauté des Arberèches, qui existe encore aujourd'hui notamment en Sicile et en Italie du Sud, dans les provinces de Foggia, Potenza, Catanzaro, Teramo, Campobasso, Lecce, Palerme, Catane, Agrigento, Cosenza. 
À l'exception des émigrés du nord de l'Albanie, de rite catholique romain jusqu'à la ville de Durrës, les émigrés du sud sont de rite catholique byzantin (ou gréco-catholique). 
Cette importante émigration s'installe en Italie et rejoint ceux qui avaient déjà émigré progressivement entre 1481 et 1492, dès les premières attaques ottomanes. 
Cette communauté crée les centres de Palazzo Adriano (1481), Santa Cristina, Gela, Mezzojuso (1490), San Angelo di Girgenti, S. Michele di Bagoaria. 
Plus tard, en 1536, elle fonde les colonies de Basile, Moschite, S. Costantino albanese, S. Paolo albanese,  Brindisi de la Montagne (dans la Basilicate), et de Farneta à Cosenza.
La communauté des Arberèches se renforce en 1680, avec la création de nouvelles fondations : celles de Ururi, Portocannone, Campomarino, et Montecilfone (Campobasso). 
Charles III de Bourbon, très favorable aux Albanais, leur permet de fonder des établissements spéciaux pour l'éducation de leurs enfants (collèges de San Benedetto, Ullano, et de Palerme). 
De plus, on crée des évêchés albanais de rite gréco-catholique. 
Ainsi, une nouvelle population passe en Italie, de même que sous l'empire de Ferdinand IV du Saint-Empire. 
Ces derniers émigrés s'établissent à Brindisi et à Naples, notamment à la suite du régiment royal de Macédoine formé d'Albanais et de Macédoniens. Il existe une littérature italo-albanaise comptant au début du XXe siècle des écrivains de valeur comme Don Variboda, Dorsa, Mauro, de Rada, Marchiano. 
Les meilleurs statistiques sur les Albanais d'Italie ont été faites par Barbarich.
Les Vénitiens peuvent conserver leurs échelles d'Albanie et leurs établissements de Morée, mais en payant un tribut annuel à Mehmed II qui, avant de mourir en 1481, donne le commandement de l'Épire (dont la moitié sud de l'Albanie) à un petit-fils, dont le dernier descendant direct est le marquis de Saint-Ange, tué par les Français le 25 février 1525 à la bataille de Pavie. 
La paix entre Venise et l'Empire ottoman de 1501 est à nouveau troublée au moment de la bataille de Naupacte (Lépante) (1571). 
À cette époque, les Albanais réalisent de nombreuses tentatives désespérées pour secouer le joug ottoman et pour intéresser les chrétiens à leur sort, en vain.
En 1592, ayant vu les princes italiens Charles-Emmanuel Ier de Savoie et le duc de Parme Ranuce II Farnèse refuser la couronne d'Albanie, ils se résignent, à l'exception des montagnards du Nord de l'Albanie et des Chimariotes du Sud, à la domination turque.

## Albanie ottomane
L'invasion turque de la fin du XIVe siècle fut contrée par Georges Castriote, dit Skanderbeg et héros national albanais, entre 1443 et 1478, avec l'aide des thalassocraties italiennes de Gênes et Venise soutenues par les États pontificaux. Mais finalement l'Empire ottoman finit par annexer le pays entier et par s'imposer durablement en 1478, douze ans après la mort du prince albanais. 
Les chrétiens albanais sont soumis à de lourdes corvées dans les domaines agricoles turcs, à une double-capitation appelée kharâj et à l'« impôt sur le sang » : ils doivent faire don au Sultan du premier-né garçon qui sera converti à l'islam, puis éduqué à Constantinople. Certains intègrent la garde d'élite du Sultan, les janissaires, d'autres deviennent armatoles. Plusieurs jouèrent des rôles non négligeables dans les milieux dirigeants ottomans. Au fil des quatre siècles de présence ottomane, beaucoup de chrétiens devînrent musulmans et échappèrent ainsi à la condition servile. C'est pourquoi, fuyant l'occupation ottomane, beaucoup d'Albanais chrétiens (catholiques sur la côte, dans l'ancienne Albanie vénitienne, orthodoxes dans l'intérieur) émigrèrent en direction de l'Italie, de la Grèce, des principautés danubiennes et de l'Égypte.

Sandjak d'Albanie (1431)
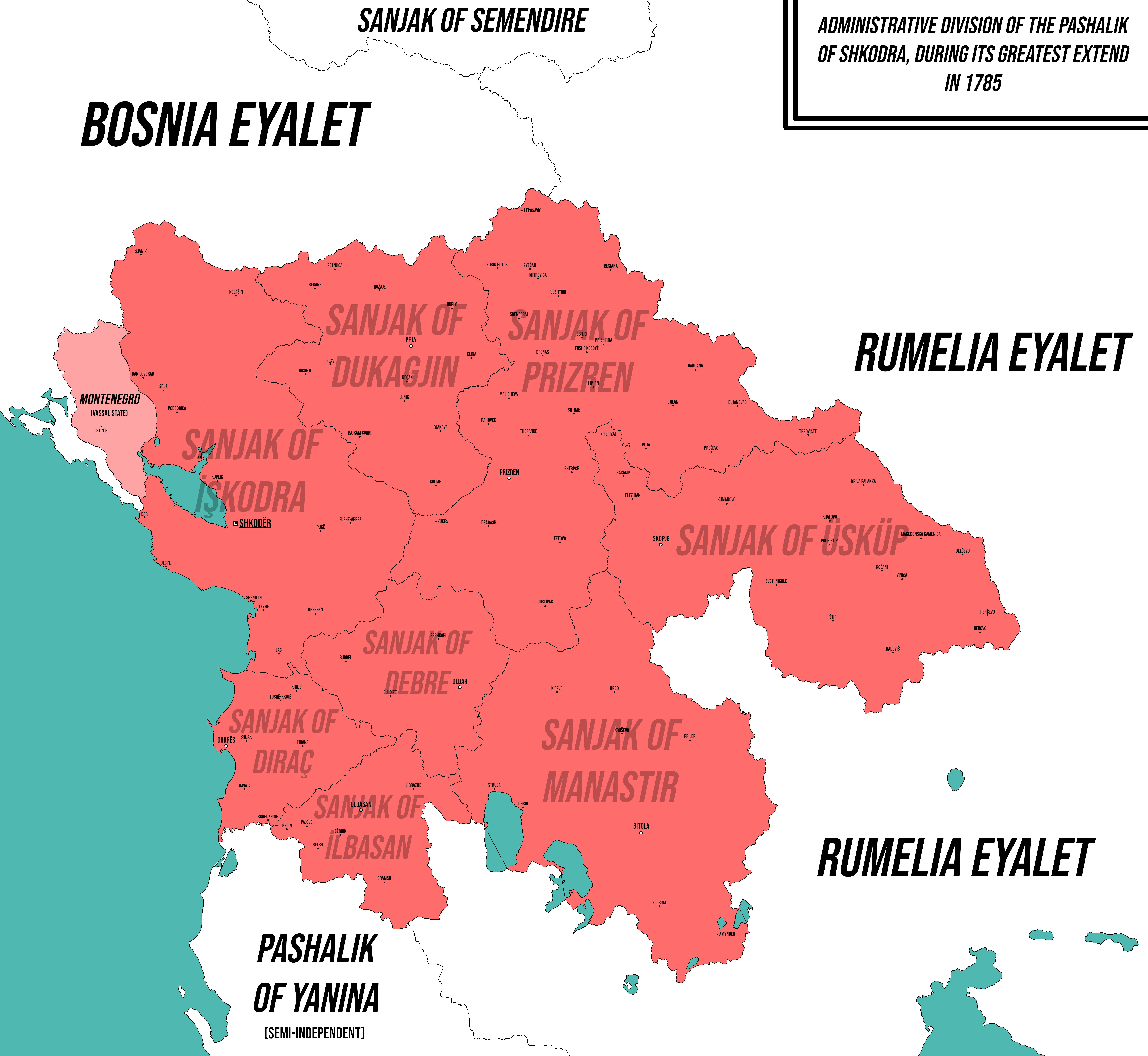
Pachalik de Scutari (1785)
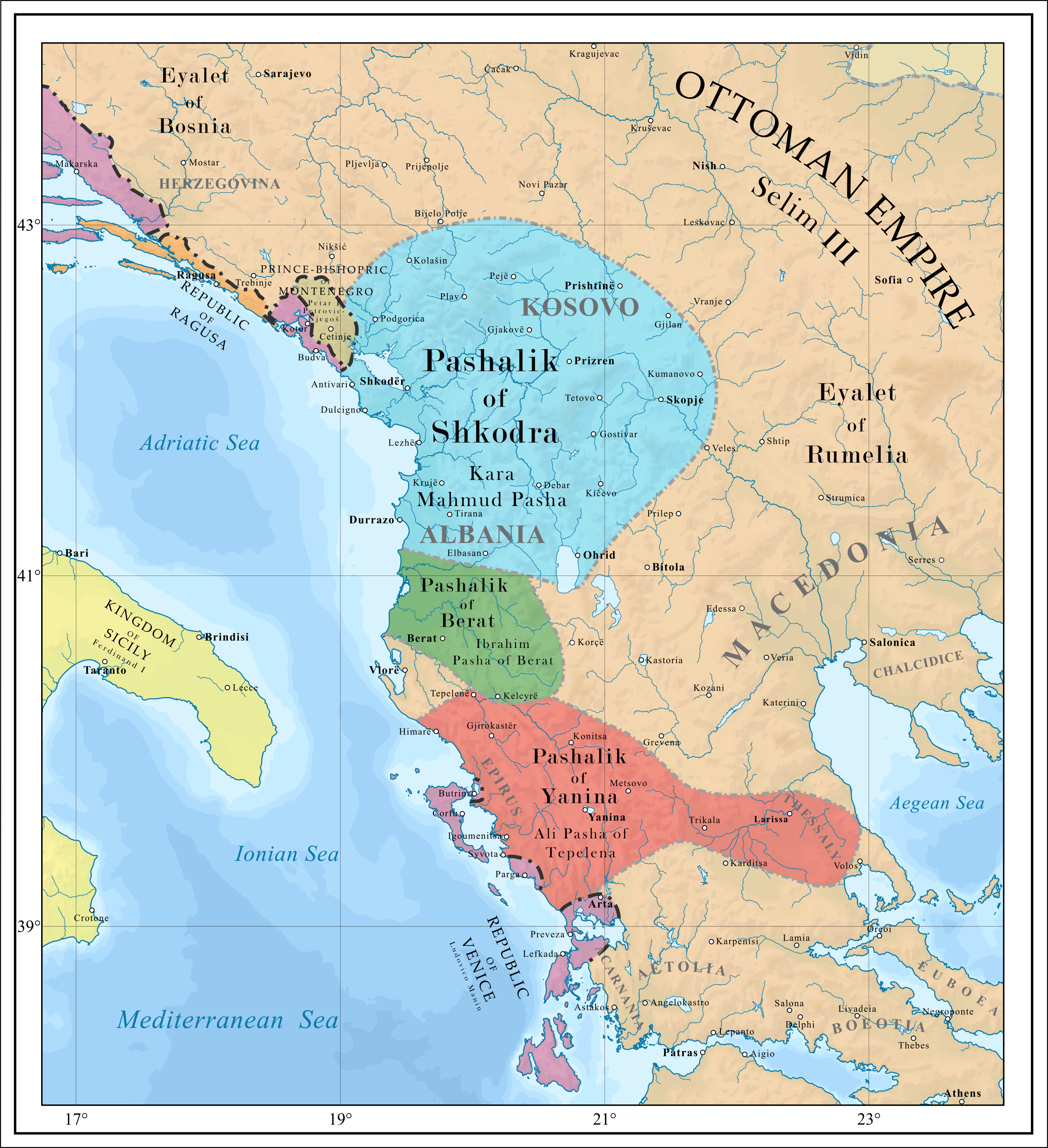
Pachaliks ottomans incluant des populations albanaises en Albanie, Grèce, Macédoine et Serbie (1790-1795)
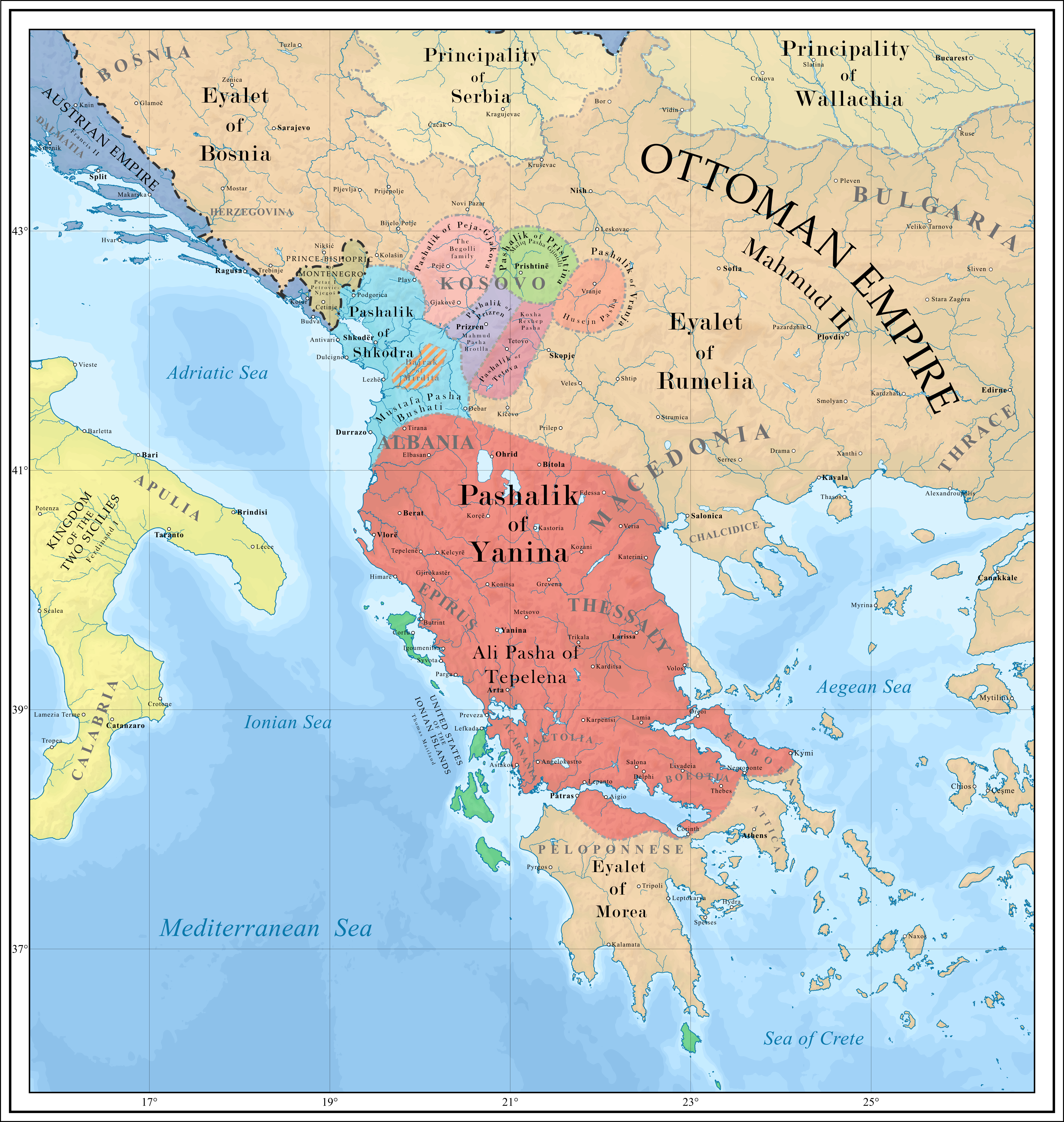
Pachaliks ottomans en Albanie, Grèce, Macédoine et Serbie (1815-1821)

### Asphyxies de la langue albanaise

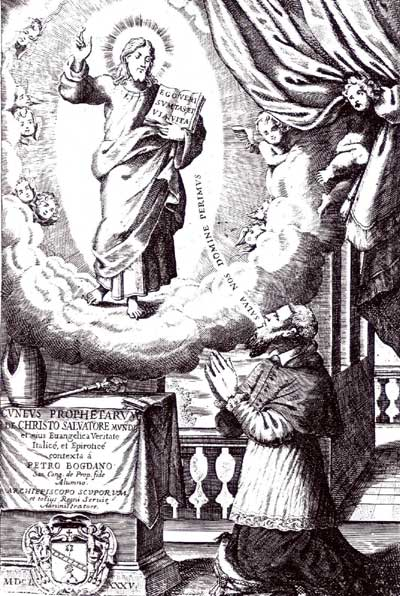
Mgr Pjetër Bogdani

L'histoire albanaise marquée par l'occupation s'est révélée particulièrement douloureuse sur le plan de la langue albanaise, au point de manquer de la faire disparaître. 
L'interdiction totale d'écoles en langue albanaise durant quasiment cinq siècles d'occupation ottomane a pour conséquence un taux d'illettrisme extrêmement élevé, évalué à environ 90 % au début du XXe siècle[réf. nécessaire]. Pour les Albanais qui pouvaient recevoir un enseignement, il leur est imposé d'aller à Constantinople pour apprendre le turc. Si quelques-uns pouvaient avoir accès à un enseignement en Albanie du sud (Épire du nord), cet enseignement n'est alors qu'en langue grecque. 
Cela est dû à la forte influence de l'Église orthodoxe grecque au sud de l'Albanie depuis le schisme avec l'Église catholique (romaine) et à la permission accordée à l'Église orthodoxe grecque par l'Empire ottoman de maintenir les écoles et la liturgie en langue grecque (comme ce fut le cas pour les Serbes en slavon). 
Avec le schisme entre Rome et Constantinople, l'Albanie est depuis les XIIIe et XIVe siècles (et définitivement à compter de la fin du XVe siècle avec l'occupation ottomane) tributaire d'une guerre de l'Église orthodoxe grecque (au sud) contre l'Église catholique (romaine) présente dans le nord de l'Albanie jusqu'à Durrës. 
La liturgie étant en langue étrangère, ce schisme se révèle totalement néfaste à la fois pour la survie et l'unification de la langue albanaise, et pour la sauvegarde de la foi. 
À quelques exceptions près, la liturgie chrétienne est quasi exclusivement en langue étrangère (en grec pour le rite orthodoxe dans le Sud, et en slavon pour les zones en contact avec les Serbo-Monténégrins au Nord), et, comme telle, incompréhensible.
Cependant, le clergé catholique albanais perçoit rapidement l'impact extrêmement préjudiciable de l'interdiction d'écriture et d'enseignement en langue albanaise, tant vis-à-vis de la foi chrétienne que de la lutte contre l'occupant turc, lutte qui passe par la conscience d'appartenance ethnique et religieuse catholique des Albanais. 
Quelques clercs catholiques albanais réagissent dès les XVIe et XVIIe siècles et se consacrent à l'écriture, l'édition et la diffusion d'un maximum de livres (liturgiques à l'époque) en langue albanaise :
- En 1555 Mgr Gjon Buzuku écrit Meshari (Le Missel), texte de liturgie catholique en albanais (guègue).
- Il est suivi par Luca Matranga, prêtre arberèche, qui écrit en albanais (tosque) E mbsuame e kreshter (Dottrina Cristiana) en 1592.
- Mgr Pjetër Budi (en) (Pietro Boudi), évêque de Sapa et Sarda, obtient l'édition à Rome de plusieurs ouvrages liturgiques bilingues albanais-italien. Il demande également en 1621 au Cardinal Ulisse Giuseppe Gozzadini de l'aide pour engager une lutte armée contre les Ottomans, et la nécessité d'un clergé exclusivement albanais. Du fait de ses demandes incessantes adressées à Rome pour la formation d'une liturgie et du clergé en langue albanaise, Mgr Pjetër Budi finit noyé en décembre 1622, en traversant le fleuve Drin au nord de l'Albanie, par ses ennemis. Il est l'un des premiers martyrs de la langue albanaise.
- Mgr Frang Bardhi [Franciscus Blancus en latin, Francesco Bianchi en italien], Évêque de Sapa et Sarda, est l'auteur du premier dictionnaire latin–albanais Dictionarium Latino-Epiroticum 1635, comportant des noms de lieux, des proverbes et différentes expressions issues de différentes régions d'Albanie. Il rédige des études pour la Congrégation pour la doctrine de la foi à Rome, notamment sur l'organisation et la position de l'Église catholique romaine dans l'Albanie occupée par l'Empire ottoman.
- Les efforts de l'enseignement de l'albanais sont poursuivis par Mgr Andrea Bogdani (en) (Ndre Bogdani), archevêque de Skopje, ville centrale du Kosovo jusqu'en 1918, auteur d'une grammaire latino-albanaise.
- L'œuvre de Mgr Andrea Bogdani (en) est suivie par son neveu, Mgr Pjetër Bogdani – Archevêque de Skopje, de Antivari (Bar actuellement au Monténégro), de Shkodër, et administrateur de la Serbie – qui publie en langue albanaise (bilingue italien) le traité théologique Cuneus Prophetarum (La cohorte des prophètes, 1685). Farouche résistant contre l'Empire ottoman, il mobilise environ 6 000 soldats albanais au Kosovo afin de soutenir la campagne autrichienne du XVIIe siècle arrivée à Pristina, qu'il accompagne jusqu'à Prizren dans la lutte contre les Ottomans.

L'Empire ottoman édicte une loi d'interdiction officielle définitive de la langue albanaise, le 31 mai 1779, par Abdülhamid Ier.
Cette loi précise clairement la protection par l'Empire Ottoman de la langue grecque, et l'interdiction de la langue albanaise sous peine de mort. 
Theodor Kavalioti, de Voskopojë (1718-1797) publie un dictionnaire de langue albanaise-grecque-slave, et finit assassiné durant son voyage de retour en Albanie par les envoyés des Phanariotes, voyage duquel il emporte des lettres de l'alphabet albanais en plomb pour imprimer des livres en albanais. 
Naum Veqilharxhi qui tient l'imprimerie dans laquelle s'imprimeraient les livres en langue albanaise, est empoisonné sur l'ordre du patriarche de Constantinople, en 1846. 
La langue étrangère dans la liturgie chrétienne, et la présence d'un clergé majoritairement étranger, expliquent sans doute les rapports distants qui gagnent la majorité des Albanais vis-à-vis de la religion chrétienne. 
Selon les régions, les caractères d'alphabets latins, grecs, slaves, turcs, sont employés (voire arabes pour les livres saints musulmans) ce qui s'oppose au développement littéraire de l'albanais, faute d'alphabet unique. 
Kostandin Kristoforidhi (en) fait une tentative d'unification au XIXe siècle des différentes versions d'alphabets sur la base d'un alphabet latin avec des signes diacritiques comme pour le tchèque ou le croate. 
L'alphabet déterminé par le Congrès de l'albanais à Bitola (Kongresi i Monastirit) par le Père Gjergj Fishta résulte de celui créé par les religieux guègues vers 1600, et que la Société Bashkimi (1899) établit à Shkodër par Mgr Preng Doçi (sq), abbé de la région de Mirdita reprend. 
Certains albanologues étrangers proposent des alphabets de langue albanaise, dont la proposition d'alphabet du Prince Louis-Lucien Bonaparte, celle d'Auguste Dozon, ou encore celle d'Eugenio Barbarich (it).
L'absence d'une langue albanaise écrite, enseignée et diffusée auprès de la population, pendant presque cinq siècles, affaiblit considérablement la circulation des idées et le réveil d'un sentiment national. 
Les difficultés de transport dans un pays de relief très accidenté y contribuent aussi. 
La liturgie en langue étrangère dans un tel contexte (en grec, latin, et slavon) a également pour effet de distendre les rites et la foi chrétienne. 
Toutefois, l'albanais étant une langue de tradition fortement orale, il réussit à survivre à cette asphyxie de cinq siècles.

### Échec des campagnes autrichiennes duXVIIesiècleet austro-russe duXVIIIesiècle

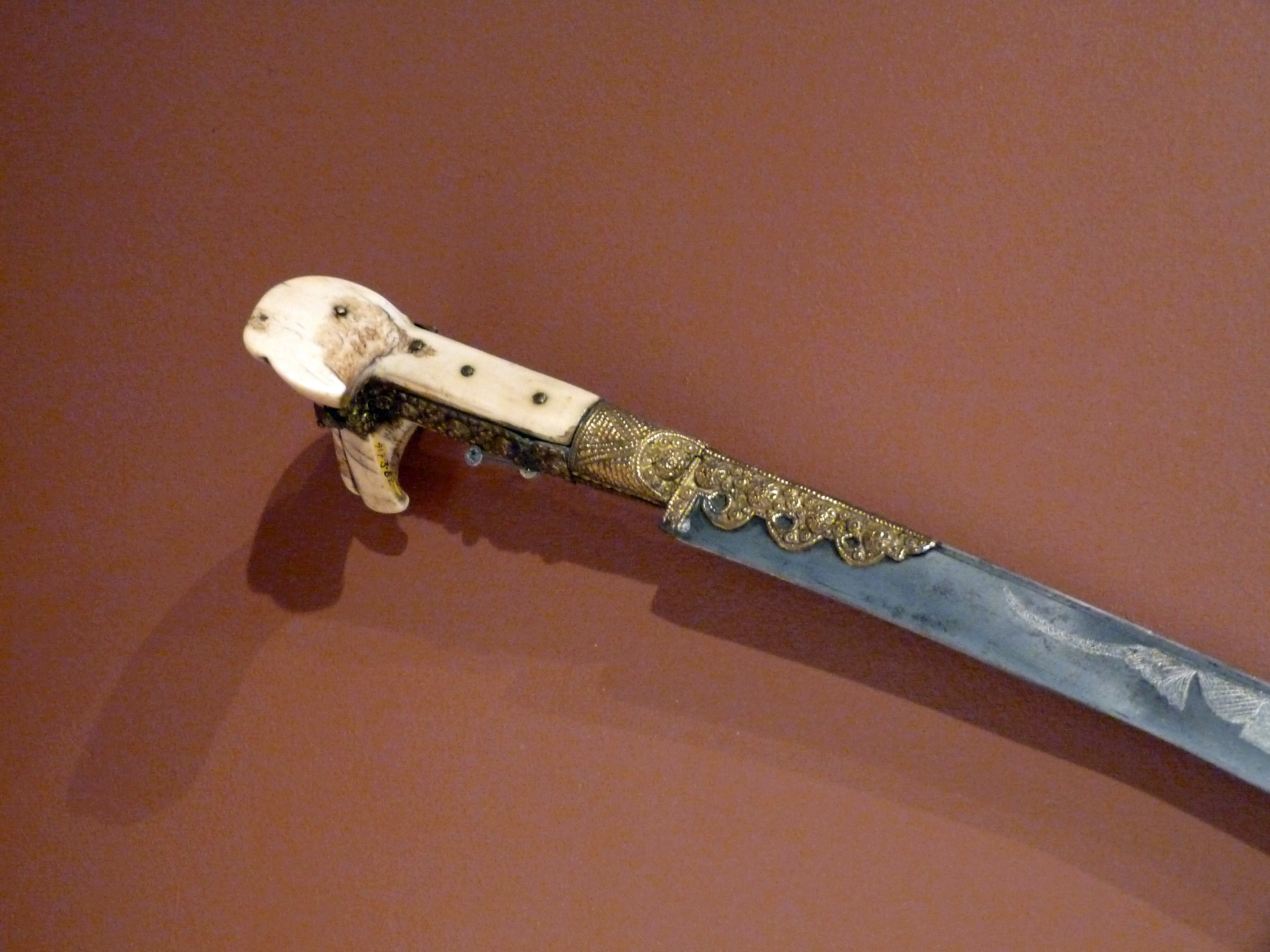
Un khandjar d’Albanie (château des ducs de Bar).

Au cours du XVIIe siècle, les Impériaux ont à faire avec les Turcs, et durant la campagne de 1689 leur général Piccolomini franchit la Save et pénètre par le Kosovo, où le passage lui est facilité par Mgr Pjetër Bogdani jusqu'à Prizren. 
Les Autrichiens avancent de Prizren (Kosovo) à la vallée de Vardar, battant le Turc Mahmoud Begovitch, s'alliant avec les chrétiens albanais. 
Néanmoins, les Ottomans réussissent à faire entrer en conflit une partie des Albanais musulmans contre les Albanais chrétiens, et le duc de Holstein qui remplace Piccolomini après sa mort ne sait pas comprendre ses alliés albanais, et les froisse de telle sorte qu'ils le forcent à rentrer en Hongrie entraînant dans la retraite le patriarche Arsène II Cernogevitch et les habitants de la Vieille Serbie.
Lorsque les Austro-russes envahissent l'Albanie du Nord en 1737, les tribus catholiques (Shkodër, Hoti, Kelmendi, etc.) et orthodoxes (Kuçi (sq), Piperi, Gruda, etc.) croient leur heure de libération arrivée. 
Malheureusement le chef des Alliés, le colonel autrichien Lentulus, manque de décision et se retire du sandjak de Novi-Bazar, abandonnant ses auxiliaires à la vengeance des Turcs pour une deuxième fois, qui, néanmoins, ne peuvent en venir à bout qu'après deux sanglantes répressions en 1740. 
Cette expédition manquée a également une influence sur les progrès de l'islam.
Sur le terrain, l'influence ottomane devient prépondérante dans les plaines, mais les zones montagneuses permettent aux Albanais (Guègues au nord et Tosques au sud) de conserver un mode de vie ancestral, patriarcal, qui perdure encore parfois aujourd'hui.
Au fil des siècles d'occupation, le pouvoir central ottoman rencontre de plus en plus de difficultés à contrôler ces régions en bordure de l'empire. 
Au XVIIIe siècle, les chefs locaux regagnent en puissance, entretenant des hommes armés, se combattant mutuellement pour affirmer leur pouvoir.
L’histoire de l’Albanie sous l'empire ottoman, du XVIe siècle jusqu’à 1912, est marquée par une succession de révoltes albanaises anti-ottomanes durement réprimées. 
Les plus sévères sont celles des Bushati (sq) à Shkodër (1796) et celle d’Ali Pacha (1822) en Épire. 
Le pays est redécoupé administrativement, des écoles islamiques ouvertes et de nouveaux gouverneurs nommés par le pouvoir central.

## De la renaissance de la nation albanaise finXIXesièclejusqu'à son indépendance débutXXesiècle
Dans les années 1870, le gouvernement turc se rendit compte de la vanité de ses efforts pour maintenir l'intégrité de l'empire. Partout dans les Balkans se développait l'idée du nationalisme. Les Albanais seront parmi les derniers à développer cette conscience nationale qui passait après la conscience de leur appartenance ethnique, d'une part à cause de l'interdiction de la langue albanaise dans les écoles durant les quatre siècles d'occupation ottomane (ce qui retarda l'éveil de cette conscience jusqu'à ce que les idées furent matérialisées et se répandirent en albanais écrit), mais également à cause de leurs dissensions internes et à la crainte de tomber sous le joug des nations voisines émergentes (Serbie, Monténégro, Bulgarie et Grèce).

### Réaction albanaise au Traité de Berlin de 1878
À la fin du XIXe siècle, les territoires d'Albanie sous domination ottomane étaient séparés en quatre régions administratives (vilâyet) : les régions de Kosovo, de Shkodër, de Bitola (anciennement dénommée Monastir), et de Ioánnina.
À l'issue de la grande guerre d'Orient (guerre russo-ottomane) qui marque la victoire de l'empire Russe face à l'empire ottoman :
- la Serbie, sous l'impulsion de la Russie, revendique les territoires de Kuršumlija (actuel sud de la Serbie), Plav (actuel Sud-Est de Monténégro aux confins avec Kosovo), Guceviće (ou Gucia, actuel sud-ouest de la Serbie), et la ville de Bar (ou Tivar) et son littoral.
- La Grèce revendique une partie de l'Épire (Ioánnina, Arta et Préveza dans lesquelles elle a placé des consulats quelques années auparavant.

En signe de protestation contre ces annexions de populations et territoires albanais, se constitue la Ligue albanaise de Prizren, dont le siège est établi à Elbasan (Albanie centrale) avec des succursales à Prizren (Kosovo) et à Gjirokastër (Albanie). La Ligue proclame la nécessité d'arriver à la constitution d'une autonomie albanaise avec la ville d'Ohrid (actuel sud-ouest de la Macédoine), comme chef-lieu. 
Avant la poursuite de ce dessein, la Ligue albanaise proteste vivement contre l'annexion des territoires albanais par le Monténégro, notamment pour les territoires de Podgorica et Ulcinj, puis se met à organiser une résistance armée. 
Le 6 novembre 1879, un combat a lieu à Plav (Novsici) entre quatre bataillons commandés par Boscio Petrovic et les 8 000 Albanais de l'Albanie du Nord (de Velika).
Ce combat va durer deux ans, pour une issue incertaine. 
Les districts contestés étant tombés en pleine anarchie, l'Empire Ottoman fait partir de Bitola, des troupes dirigées par Mouktar Pacha, pour se porter au secours des Monténégrins, contre les 8 000 Albanais soulevés sous les ordres du prince de Mirdita (région du Nord-Est de l'Albanie), Bibë Doda. 
Une nouvelle rencontre indécise se déroule près de Plav, à Metei, le 8 janvier 1880. 
Dans ces conditions, l'Italie propose sa médiation, par un échange de territoires, refusé par les Albanais. L'Angleterre propose une autre combinaison dont la ville albanaise d'Ulcinj forme la base d'échange au profit de Monténégro. 
Comme les Albanais refusent à nouveau, une démonstration navale devant la ville d'Ulcinj vient à bout de leur résistance en 1880. 
Entretemps, la Grèce en profite pour occuper Ioánnina et toute la région entre le fleuve Arachtos et le Pinde, ainsi que Préveza. 
Elle est néanmoins obligée d'évacuer Ioánnina, Arta et Préveza, recevant en récompense de la Turquie la région de Thessalie.
Après ces sanglantes révoltes, Shevket Turgut Pasha (en) combat à nouveau les forces de la Ligue albanaise près de Pristina (à Slivove, Kosovo), et occupe les villes de Prizren et Gjakovë (Sud et Sud-Ouest de Kosovo). 
De nouvelles manifestations de protestation de la Ligue ont lieu lors de la guerre gréco-turque de 1897, et dans la Vieille-Serbie en 1903, dans le but d'unir tous les territoires et populations albanais dans un seul État.

### Expéditions turques de désarmement des Albanais en 1910
La révolution de 1908 du mouvement Jeune-Turc donne naissance à un deuxième regroupement des forces albanaises contre l'Empire Ottoman, les Albanais constatant qu'ils perdent au fur et à mesure une grande partie de leurs territoires depuis les accords turco-russes 1878-1880, et à la suite d'une nouvelle levée de taxes. 
Aussi, en 1910 une nouvelle organisation, le mouvement Bessa (le « Serment ») s'organise près de Prizren (Ferizaj, Sud du Kosovo), réclamant l'autonomie de l'Albanie vis-à-vis de l'Empire Ottoman. 
Durant une courte période (1910-1912) de nombreuses révoltes albanaises éclatent.
En représailles, l'Empire ottoman entreprend une expédition très importante sous la direction de Mahmoud Chevket Pacha, et désarme la population. 
Les ottomans réussissent à la fin de 1910 à confisquer plus de 147 000 fusils, 600 000 cartouches, et quelques canons. 
Durant une vingtaine de combats, les ottomans tuent environ 3 000 Albanais, exécutent 20 chefs de la résistance, ne perdant eux-mêmes que 300 hommes.
Les mouvements albanais se regroupent à nouveau, et reprennent Skopje durant l'été de 1912, quelques semaines avant la déclaration de guerre par la Ligue balkanique à l'Empire ottoman. 
La guerre éclatée, l'Albanie doit se tenir encore au statu quo, sur ordre des grandes puissances, dans l'attente de la détermination de ses frontières.

### Indépendance de l'État albanais – Luttes pour la définition des frontières

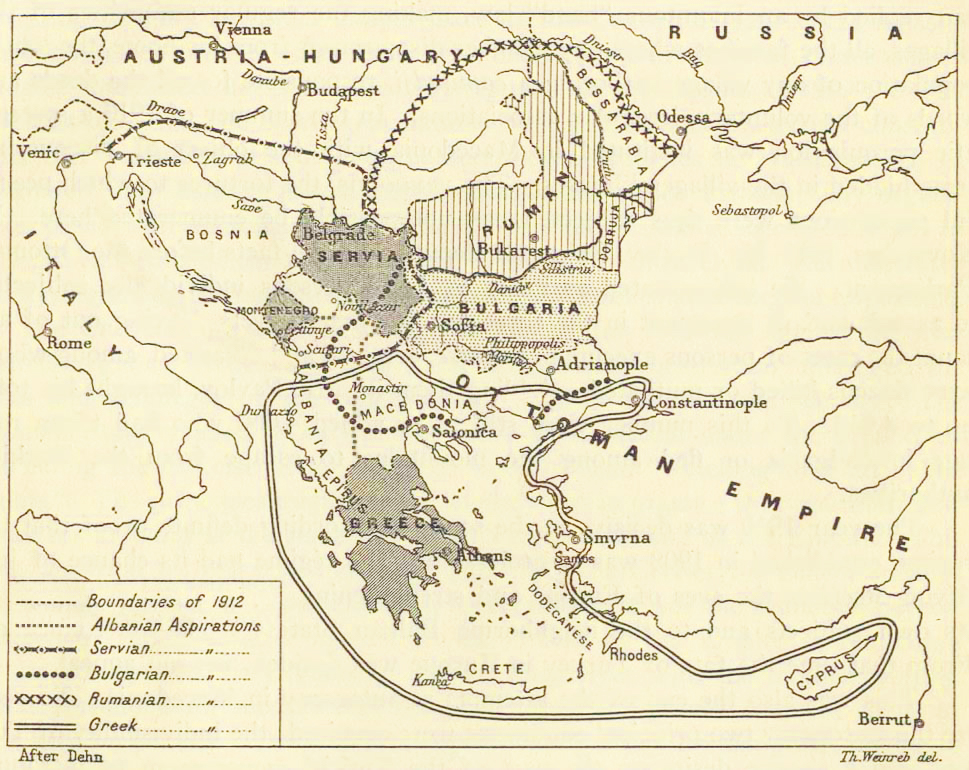
Aspirations irrédentistes dans les Balkans, 1914.

En 1912, face à l'agonie de l'Empire ottoman, quatre pays (Serbie, Grèce, Monténégro et Bulgarie) concluent une alliance militaire, la Ligue balkanique, visant à faire reculer l'Empire ottoman, avec l'appui de la Russie. 
Le 8 octobre 1912, la ligue déclare la première guerre balkanique à l'Empire. 
La guerre tourne rapidement à l'avantage des coalisés aux vues des faiblesses de l'Empire ottoman depuis la guerre russo-ottomane de 1877. 
L'Albanie déclenche un nouveau soulèvement, dans la continuité des révoltes précédentes, et proclame son indépendance le 28 novembre 1912. 
Les territoires revendiqués à la Conférence des Ambassadeurs de 1912-1913 à Londres sont l'ensemble des territoires albanophones, incluant donc le Kosovo, la Ioánnina, Skopje, et notamment les territoires de l'ouest et du nord de l'actuelle république de Macédoine. 
L'Épire du Sud, que les Albanais considèrent à forte population albanaise, est également revendiquée. 
Mais les coalisés ne reconnaissent pas cette indépendance. 
Les Monténégrins revendiquent le Nord de l'Albanie, les Grecs revendiquent l'Épire du Nord, et les Serbes ont des visées sur le reste des territoires albanophones.
Dès la fin octobre 1912, les Monténégrins pénètrent dans le nord de l'actuelle Albanie, et mettent le siège contre Shkodër. 
Au mois de novembre, les troupes serbes et grecques pénètrent respectivement au nord et au sud de l'Albanie. 
En décembre 1912, les six grandes puissances européennes signataires du traité de Berlin de 1878, lequel vise déjà à traiter la question de la Roumélie (Allemagne, France, Grande-Bretagne, Autriche-Hongrie, Italie et Empire russe), créent la conférence de Londres, visant à régler les questions balkaniques.
En mai 1913, la question des frontières albanaises est réglée. 
Cependant, 60 % des territoires revendiqués par l'Albanie, pour la plupart albanophones, sont incorporés aux États voisins. 
L'indépendance albanaise est donc reconnue malgré les réticences des coalisés. 
Les thèses contradictoires des parties en présence s'affrontent, chaque pays étant en outre soutenu par différentes puissances, la Grèce par l'Angleterre, la Serbie par la Russie, pour l'annexion des territoires du nord de l'Albanie, et par la Bulgarie, pour l'annexion des territoires de l'Est. 
À l'inverse, l'Autriche-Hongrie soutient les revendications de la délégation albanaise. 
Dans une certaine mesure, mais pas pour les mêmes raisons, l'Italie les soutient également, car elle préfère voir émerger sur la côte Adriatique un État albanais indépendant, une sorte d'État neutre, plutôt que ses rivaux — notamment la Russie — qui entendaient annexer totalement les populations et terres albanaises.
Les frontières étant fixées, les Monténégrins, qui n'obtiennent pas plus que ce qu'ils ont obtenu par le Traité de Berlin en 1878, doivent quitter les territoires albanophones qu'ils revendiquaient.
À l'est, la frontière est également rapidement fixée par les grandes puissances, mais est sensiblement moins favorable aux Albanais. Les territoires albanophones du Kosovo, ainsi que de l'Ouest et du Nord de l'actuelle république de Macédoine, sont donnés à la Serbie. 
En échange, celle-ci reconnait l'indépendance du pays et le quitte en octobre 1913. 
La fixation de la frontière, en dépit des réalités ethno-linguistiques, vient reconnaitre la réalité du rapport de force entre Grandes Puissances, très favorable à la Russie.
Enfin, dans le sud, la fixation de la frontière est plus lente. 
La Grèce s'est procuré des appuis auprès de l'Angleterre pour annexer l'Épire du Sud. Ayant eu Ioannina, elle ne peut annexer plus de territoires, et finit par céder en quittant la région en février 1914.

### L'État albanais durant la Première Guerre mondiale
La Grèce réoccupe la région le 14 octobre 1914, mais doit la quitter pendant la Première Guerre mondiale, en 1916. Bien que la Conférence de la paix de Paris (1919) pose le principe d'un rattachement à la Grèce, l'Épire du nord reste définitivement à l'Albanie.
Un dernier conflit frontalier oppose en 1921 l'Albanie et la Yougoslavie, qui mène à une violation du territoire albanais par les troupes yougoslaves en janvier. Une escalade du conflit est évitée grâce à l'intervention de la Société des Nations, qui établit une nouvelle définition des frontières, acceptée par les deux parties (voir article détaillé).

## L'entre-deux-guerres
L'indépendance de l'Albanie est internationalement reconnue, par le traité de Tirana de 1919, notamment sous la pression des États-Unis, alors que certains États européens prévoyaient de diviser le pays entre ses voisins. Face à cette menace, un Congrès national des patriotes albanais se déroule à Lushnja du 28 au 31 janvier 1920, suivi en juin d'insurrections dans des régions occupées. Un début de stabilisation s'amorce et, le 17 décembre 1920, l'Albanie devient membre de la Société des Nations. Un an plus tard, le 14 décembre 1921, Ahmet Zogu, un chef de clan musulman, commence sa carrière politique comme ministre de l'Intérieur dans un pays divisé, puis préside le gouvernement (fin décembre 1922).
Le 23 février 1924, un attentat manque de peu le nouveau Premier ministre, Ahmed Zogu. Aussi les représailles ne tardent pas, et deux mois plus tard Avni Rustemi est assassiné. L’opposition est profondément choquée, et lors de son enterrement Fan Noli s’exprime avec une telle force qu’une insurrection éclate, impulsée par Bajram Curri. Shefqet Verlaci  beau-père de Zogu, lui succède au poste de Premier ministre mais la rébellion les oblige à s'enfuir au royaume voisin des Serbes, des Croates et des Slovènes : c'est ce qu'on a appelé la Révolution de juin (en) (Revolucioni i Qershorit, ou révolution démocratique antibourgeoise).
Ainsi, le 16 juin 1924, Fan Noli devient Régent et Premier ministre d’Albanie. 
Sa première décision est de dissoudre l’Assemblée nationale et de s’octroyer les pleins pouvoirs pour réformer l’Albanie. 
Il instaure alors une sorte de dictature temporaire lui permettant de se lancer dans le « Programme des Vingt Réformes » qui a pour but d’abolir la féodalité, de moderniser et de démocratiser le pays. 
Il améliore ainsi la santé publique et le système routier. 
Il est soutenu en cela par des révolutionnaires comme Ali Kelmendi, futur organisateur du parti communiste albanais. 
Toutefois, ses méthodes jugées trop radicales, trop modernes et trop occidentales, s’opposent aux traditions. 
De plus, les réformes agraires lui valent la haine de l’aristocratie. 
Et Noli devint, au fil des mois, de plus en plus impopulaire.
Le 23 décembre 1924, un coup d’État le renverse et remet au pouvoir Ahmed Zogu. 
Ce dernier devient Premier ministre, puis est élu président de la République (21 janvier 1925), et enfin se fait proclamer roi le 1er septembre 1928 sous le nom de Zog Ier ou Zogu Ier, remplaçant la République par le Royaume albanais.
Relations avec l'Italie
L'Albanie recherche plutôt l'aide et la protection italiennes, comme bouclier contre les appétits des autres États balkaniques. À cette époque, l'influence de l'Italie ne cesse de croître. Le 27 novembre 1926, un Pacte d'amitié et de sécurité est signé par Tirana avec l'Italie. Il sera suivi, le 22 novembre 1927, par un Traité d'alliance défensive. Cependant, les relations se tendent parfois entre les deux pays : ainsi, en riposte de la tentation supposée de Zog de s'allier à la France, vingt-deux bâtiments de guerre italiens menacent Dürres le 22 juin 1934. Ces pressions n'empêchent pas finalement la signature entre les deux voisins de l'Adriatique de toute une série d'accords économiques en mars 1936. Le climat de tension en Europe favorise les visées expansionnistes de Rome et l'Italie fasciste de Benito Mussolini envahit le pays le 7 avril 1939 et l'occupe malgré la résistance de la petite armée albanaise : bataille de Durrës (1939)
Le roi Zog s'enfuit. 
L'Albanie devient un protectorat italien, Victor-Emmanuel III en étant couronné roi.

## La Seconde Guerre mondiale et l'ère stalinienne
Commence alors une période d'occupation par les forces italiennes et allemandes.
Pendant la Seconde Guerre mondiale, des mouvements de résistance s'organisent, nationaliste et communiste, avec le soutien de leurs homologues yougoslaves et l'assistance militaire des Britanniques du Special Operations Executive. La guerilla communiste acquiert une position dominante, après avoir été systématiquement épurée des militants non staliniens (ainsi, les militants du groupe Zjarri, « Le Feu »). Le leader communiste stalinien Enver Hoxha devient le principal dirigeant de la république populaire d'Albanie, proclamée en 1946 et s'installe, de fait, en dictateur du pays.
La politique qu'il suit est au départ d'inspiration stalinienne. Il rompt avec Tito en 1948 lorsque celui-ci prend ses distances avec l'URSS, et fait exécuter dans la même année l'un de ses ministres, Koçi Xoxe, qu'il considère trop proche du dirigeant yougoslave. Mais le pays s'écarte de l'influence soviétique dès 1961, puis s'aligne sur la république populaire de Chine. Par la suite - à partir de 1978 - les dirigeants choisissent la voie d'un isolationnisme complet, cherchant à vivre en autarcie totale.
Le pays s'enfonce encore davantage dans l'isolement, la répression, le retard technologique et économique ; de 1974 à 1981, une série de purges déciment les milieux dirigeants. 
En 1980, l'ancien compagnon d'armes de Hoxha, Mehmet Shehu, n'est pas choisi pour succéder au dictateur, dont la santé a beaucoup décliné. 
Shehu est retrouvé mort en 1981, suicidé : on soupçonne toutefois un assassinat politique. 
Sa famille et ses partisans sont aussitôt démis de leurs fonctions politiques, et Mehmet Shehu est accusé après sa mort d'avoir été un espion à la solde de pays étrangers.

## L'ouverture démocratique
Après la mort de Enver Hoxha en 1985, le communiste Ramiz Alia prend la tête du pays mais le régime s'ouvre au multipartisme en suivant le mouvement amorcé dans d'autres pays post-staliniens européens. En 1992, le Parti démocrate albanais domine le Parti du travail de l'ancien dictateur et Sali Berisha devient le premier président démocratiquement élu. Une nouvelle constitution ratifiée en 1998 pose les bases d'un État de droit garantissant les libertés individuelles. Depuis, la majorité a déjà changé plusieurs fois de camp.
La situation demeure pourtant instable et l'État doit lutter contre la corruption et le crime organisé. En 1997 les troubles causés par la crise économique font 2 000 morts et nécessitent l'envoi d'une force internationale de maintien de la paix. Le pays subit de plus les retombées de la guerre du Kosovo en 1998 et 1999. Les territoires septentrionaux, qui ont accueilli des centaines de milliers de réfugiés provenant du Kosovo, sont mal contrôlés par le gouvernement central. 
L'Albanie devient membre de l'OTAN le 1er avril 2009.

## Vers l'intégration à l'Union européenne
L’Albanie est reconnue candidate potentielle en juin 2000 lors du Conseil européen de Santa Maria da Feira.
Le pays a déposé sa candidature à l'adhésion à l'Union européenne le 28 avril 2009, mais le statut d'État candidat ne lui fut formellement reconnu qu'en juin 2014.

### Galerie de dirigeants récents
Présidence

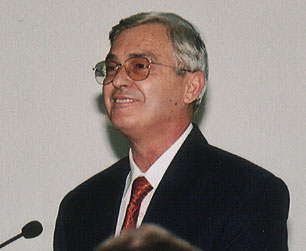
Rexhep Mejdani 1997-2002
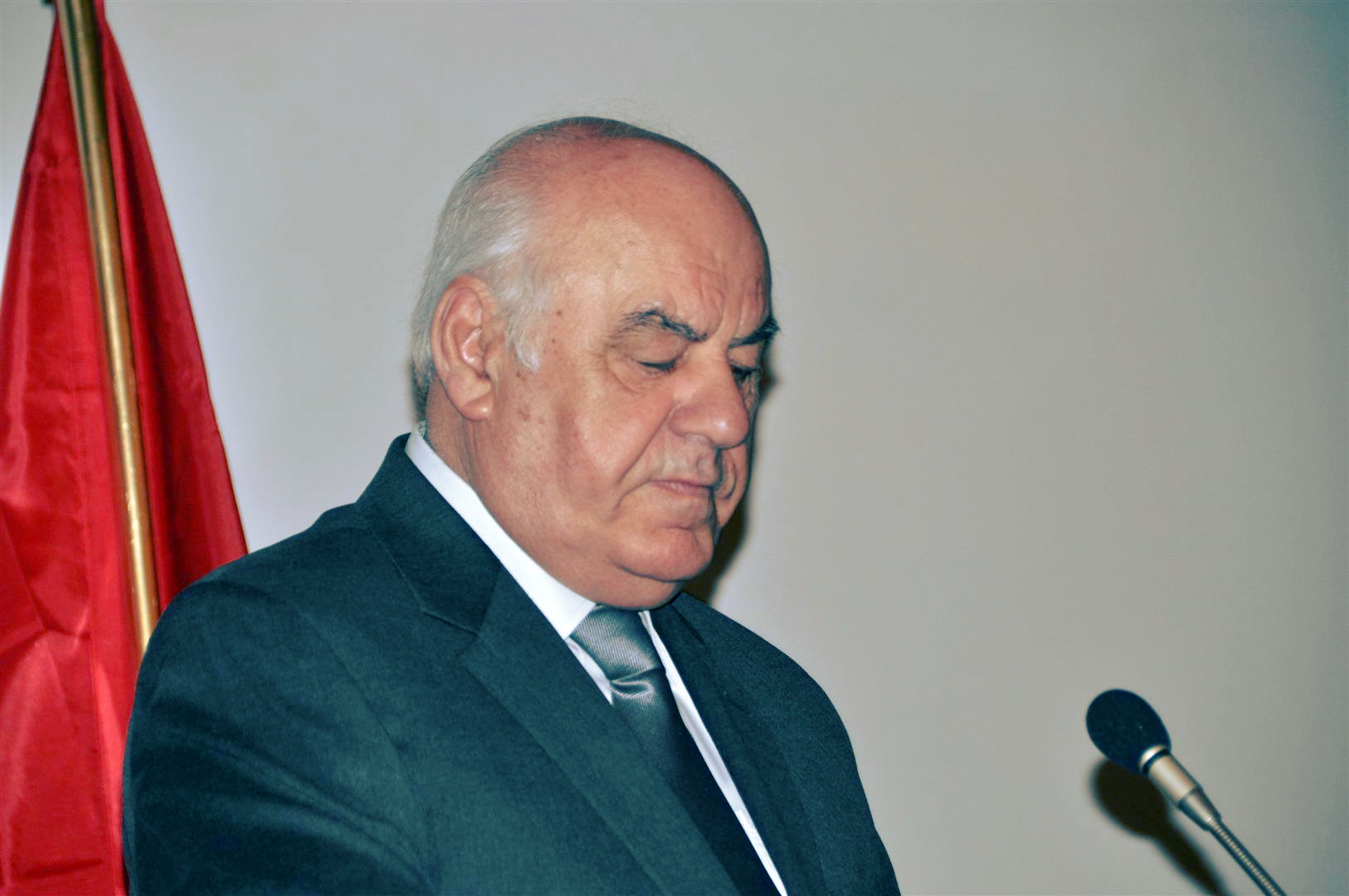
Alfred Moisiu 2002-2007
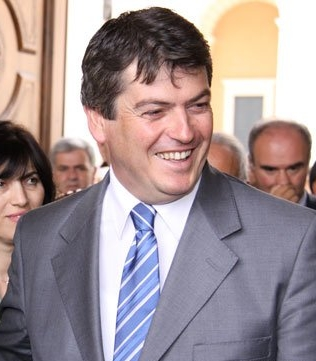
Bamir Topi 2007-2012
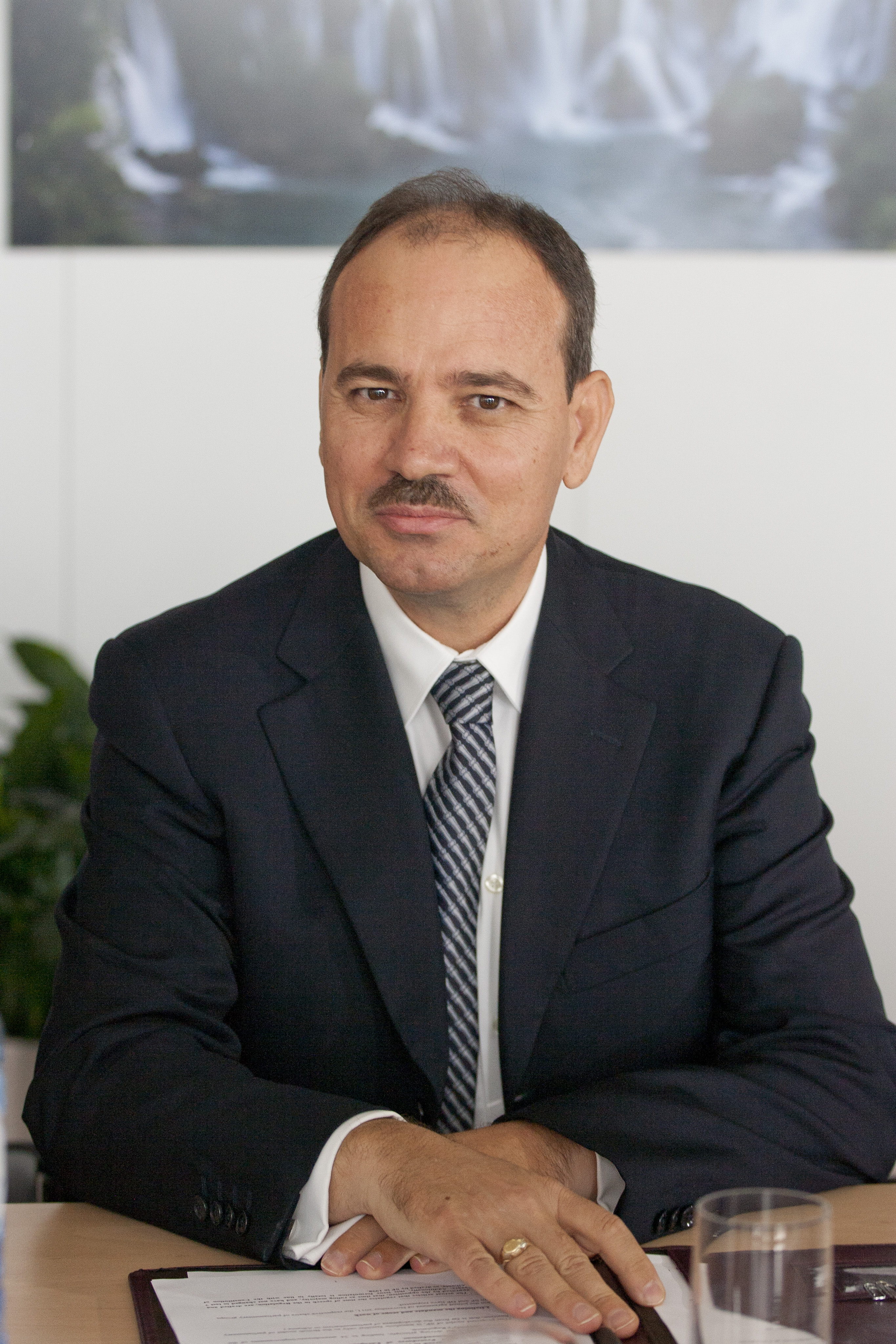
Bujar Nishani 2012-2017
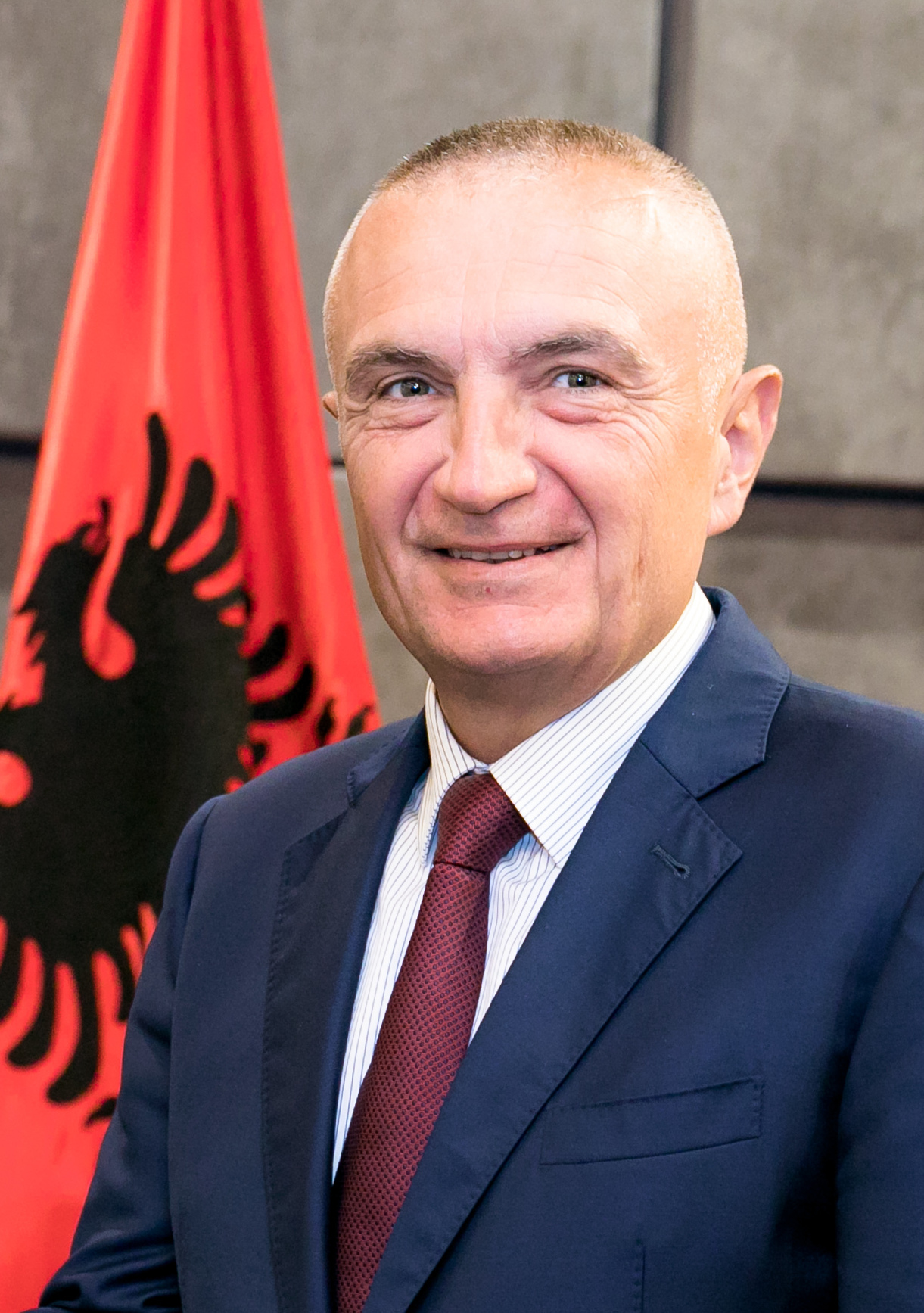
Ilir Meta 2017-2022
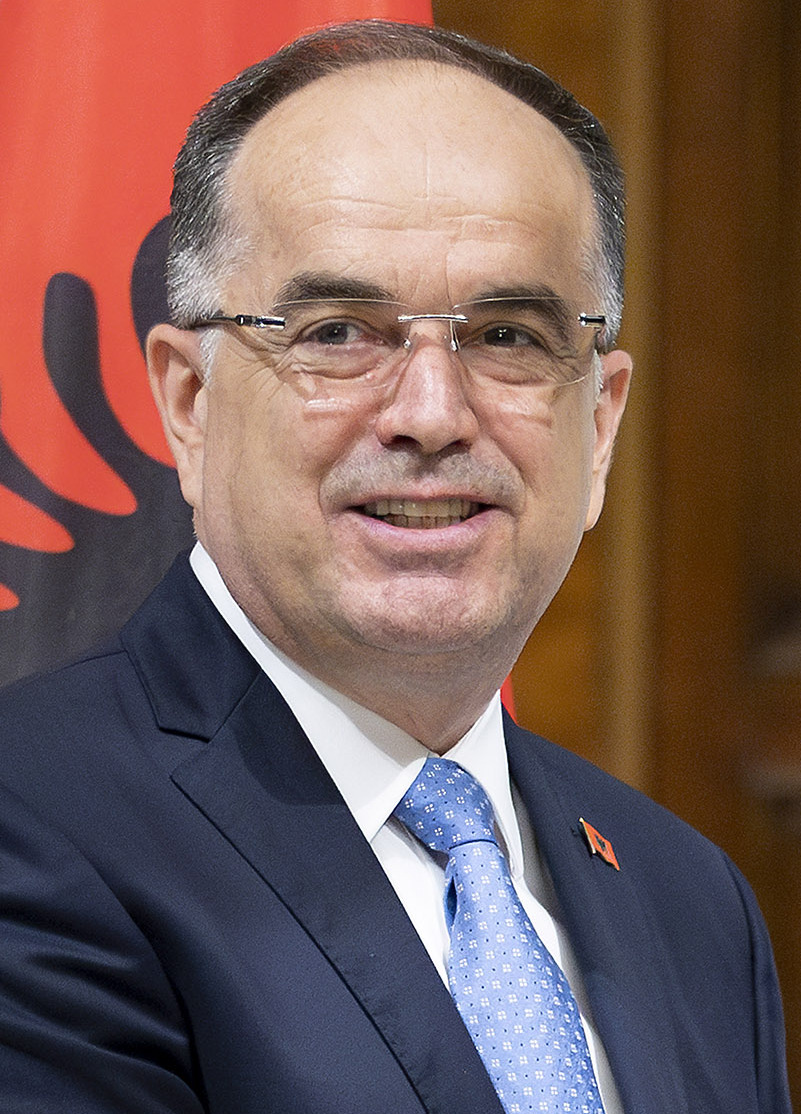
Bajram Begaj 2022-présent

Gouvernement

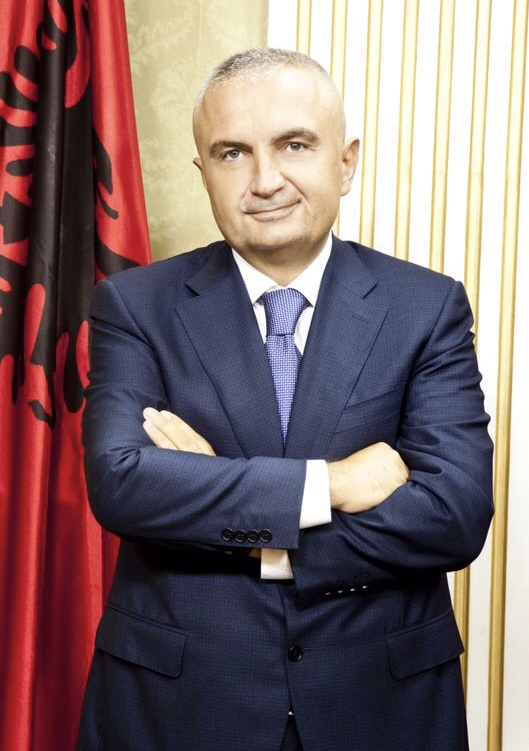
Ilir Meta 1999-2002
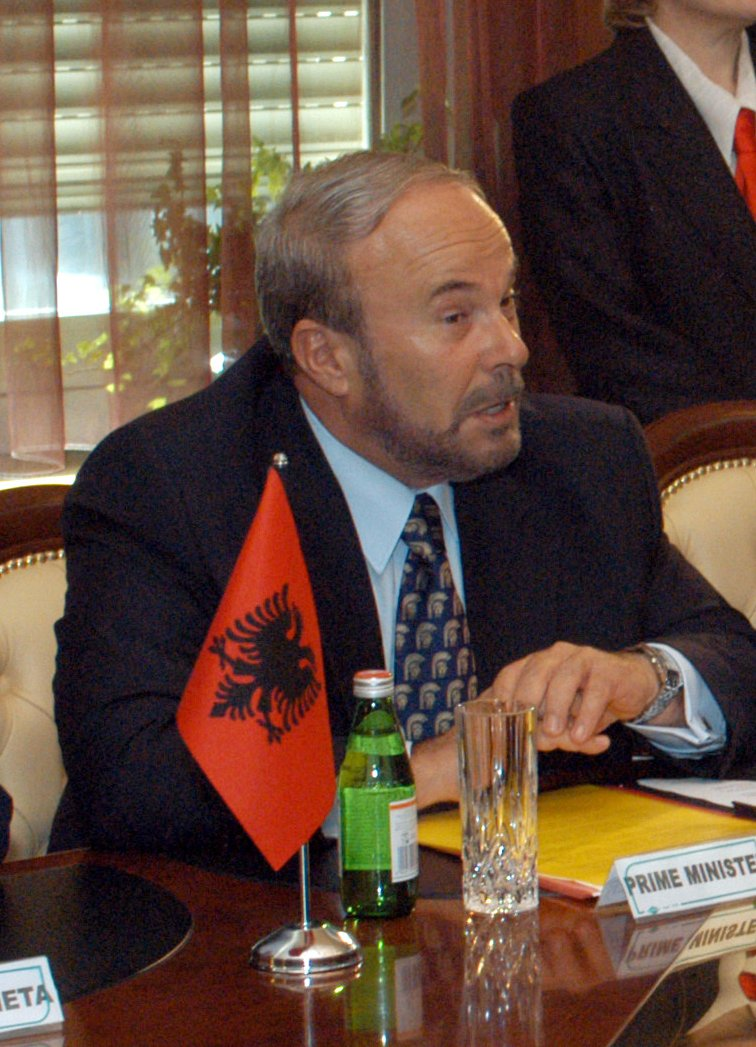
Fatos Nano 2002-2005
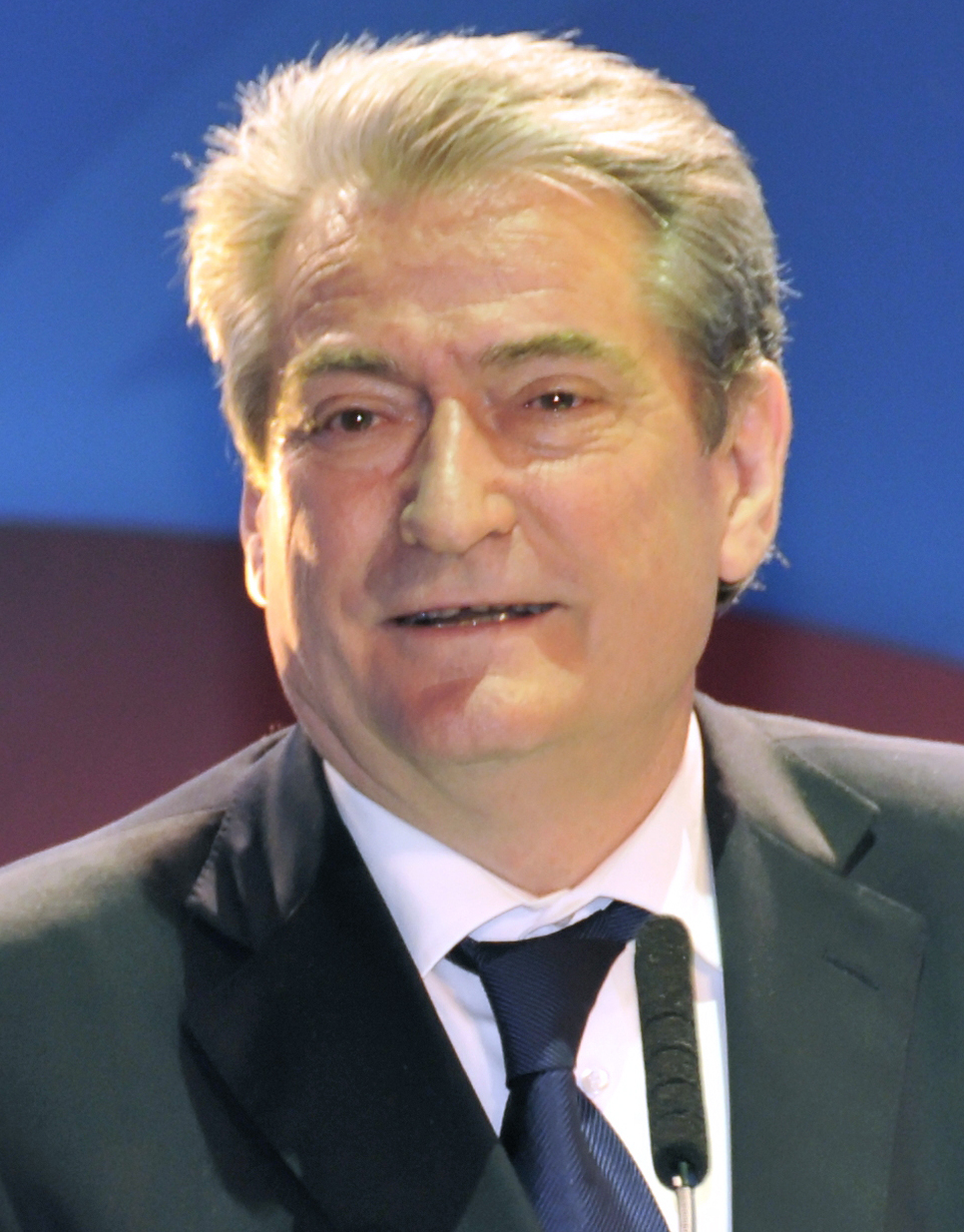
Sali Berisha 2005-2013
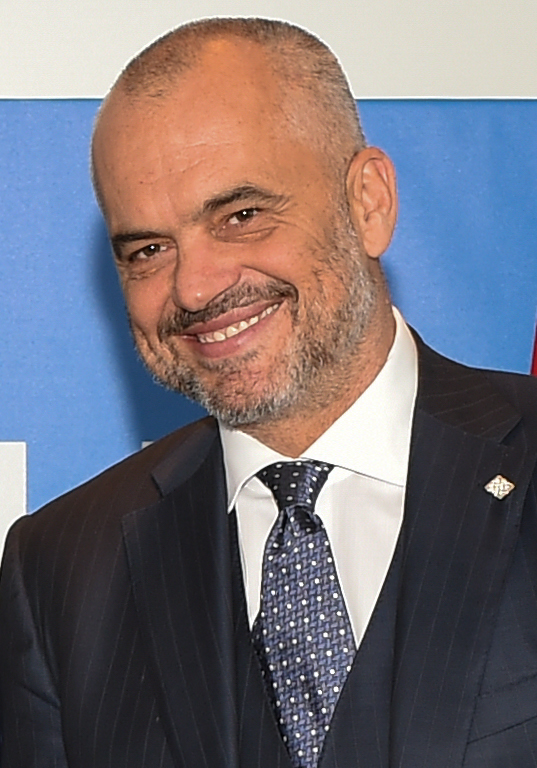
Edi Rama 2013-présent

#### Autres
- Bajrak
- David Smiley
- Neil McLean
- Julian Amery
- Ishan Toptani
- Ferenc Nopcsa